# Oliva (zoologia)
Oliva Bruguière, 1789 è un genere di molluschi neogastropodi; è il genere tipo della famiglia Olividae Latreille, 1825.
Comprende specie, colloquialmente note come "Olive", che sin dall'epoca pre-linneana attirano l'attenzione di scienziati e collezionisti: da quest'ultimo ambito proviene l'informale definizione di "Cipree dei poveri", usata nei decenni passati per alludere all'alto pregio estetico di molte specie di Olive, disponibili commercialmente a prezzi più accessibili rispetto ad altre famiglie tra le più collezionate, come Cipree e Coni.

## Sistematica
La granularità sistematica con cui approcciare il genere Oliva è tuttora controversa. Come emergerà progressivamente da quanto di seguito illustrato, non è tuttora chiaro se esso comprenda al suo interno veri e propri generi separati, da considerare membri di pari rango nella famiglia Olivoidea, o semplici sottogeneri, e quali siano nel caso i confini esatti tra tali entità sistematiche. Per chiarezza, ai fini narrativi si userà il termine "sottogenere" tanto per quelle entità che una parte degli operatori ritiene meritevoli del rango generico, quanto per quelle entità la cui esistenza stessa è in discussione (ovvero, sottogeneri di cui alcuni studiosi non vedono la necessità), e si forniranno tutti i riferimenti necessari per consentire a chi legge di documentarsi formandosi un'opinione propria.
Fin dai tempi di Lister (1681), che raffigurò diverse specie di Olive tra cui, secondo le denominazioni allora in uso, Voluta annulata e Voluta porphyria, le Olive hanno interessato anche il mondo scientifico, come ben documentato dal recente lavoro di Ron Voskuil, "The superfamily Olivoidea (Gastropoda: Neogastropoda) - An illustrated chronologic catalogue of literature, taxa and type figures, 1681 to present". 
Fin dall'inizio del XIX Secolo, le Olive sono state ampiamente coperte in trattati enciclopedici, tra cui qui si citano solamente 
- gli "Annales du Muséum national d’Histoire naturelle" per quanto riguarda Jean-Baptiste de Lamarck (1811) [4]
- la " Histoire naturelle générale et particulière de tous les genres de coquilles univalves marines à l'état vivant et fossile" per quanto riguarda Pierre-Louis Duclos (1835 le prime dodici tavole e 1840 le successive venti)[5][6], il cui lavoro sarebbe poi ripreso e integrato nel 1844 e 1845 nelle "Illustrations Conchyliologiques" di Chenu[7][8]

Le specie afferenti al genere Oliva sono da sempre oggetto di controversie nomenclaturali a motivo della frequente coesistenza di un'elevata variabilità intraspecifica accoppiata a una bassa variabilità interspecifica. Non è un caso che sin dal XIX Secolo siano state oggetto di monografie, tra cui qui si citano:
- quella di Lovell Augustus Reeve, del 1850[9]
- i lavori di Heinrich Conrad Weinkauff, sviluppatisi nell'arco di circa quarant'anni, tra il 1840 e il 1878[10][11][12][13][14][15]
- quella di Ducros de St. Germain, del 1857[16]
- quella di George Washington Tryon, del 1883.[17]

Dopo diversi decenni privi di nuovi volumi monografici sul genere, si deve attendere la seconda metà del XX Secolo per opere scientifico-divulgative che hanno avvicinato alle Olive nuove generazioni di studiosi e collezionisti. 
- Nel 1960, Burch & Burch[18] propongono un catalogo, peraltro sostanzialmente privo di illustrazioni, che ha comunque il merito di ricondurre a unitarietà la maggior parte delle sorgenti degli ultimi due secoli.
- Nel 1969, Zeigler e Porreca[19] propongono una monografia corredata di tredici grandi tavole: a dispetto di alcune approssimazioni ed errori fattuali, che avrebbero comunque esercitato la loro influenza per i decenni successivi, il libro ebbe un buon successo e per quasi vent'anni fu l'unica opera divulgativa di impostazione moderna. La conclusione cui giungono gli autori, certamente molto riduttiva della reale biodiversità del genere Oliva, è che esso sia costituito da cinquantasette (57) specie.
- Nel 1986, Petuch & Sargent[20], con il loro "Atlas", avviano un controverso processo basato sulla valorizzazione degli otto sottogeneri definiti fino ad allora, e sull'istituzione di una decina di ulteriori sottogeneri nonché di alcune decine di nuove specie, con estensiva sinonimizzazione di taxa esistenti, per un totale di 176 specie e sottospece. Disattendendo le indicazioni degli autori, l'editore opta per illustrazioni di piccolo formato, che vanificano in buona parte l'accurato lavoro fotografico di predisposizione delle trentanove tavole a colori. L'eco di quest'opera perdura tuttora: a dispetto delle ambizioni unificanti e risolutive dei problemi sistematici esistenti all'epoca, il lavoro di Petuch & Sargent ha esacerbato le controversie, e ciò per diversi fattori:
  - un approccio più biogeografico che strettamente morfologico,
  - la deludente qualità delle immagini, specialmente di quelle relative alle numerose nuove specie istituite, che ne complicheranno l'identificazione da parte dei lettori,
  - la successiva insistenza degli autori, e di altri professionisti del settore, nel promuovere a genere tanto i vecchi quanto i nuovi sottogeneri, senza un ben definibile atto formale che sancisca il cambiamento di rango - un'indecisione questa riflessasi anche sul sito di riferimento per la sistematica delle specie marine, "World Register of Marine Species" - di qui in poi, ci si riferirà col termine "sottogenere" a ciascuno di tali presunti generi, vecchi e nuovi,
  - la dubbia validità di numerosi atti nomenclaturali: la successiva monografia di Tursch e Greifeneder[21], ad esempio, rigetta oltre la metà delle nuove specie istituite da Petuch e Sargent nel loro "Atlas"[20].

Alla luce di questi effetti, e senza negare l'indiscutibile validità di numerose delle specie istituite da Petuch & Sargent, si può affermare che il loro lavoro ha originato controversie e radicalizzazione delle opinioni tanto nella comunità scientifica, quanto in quella commerciale/collezionistica.
- Tra i detrattori di Petuch e Sargent, Bernard Tursch e Dietmar Greifeneder[21], con la loro monumentale opera del 2001, "The Genus Oliva and the Species Problem" si ripropongono di mettere ordine negli ultimi duecento anni circa di olivologia. La loro pretesa di oggettività si sostanzia nel metodo adottato per discriminare le diverse specie, ambiziosamente descritto come "objective morphospecies approach", e basato su scatter diagrams di coefficienti assoggettati a "cluster analysis". I risultati sono controversi: tra gli effetti, la riduzione del numero di specie a 79, e la degradazione a "color form" di decine di specie dell'area dell'Atlantico Occidentale e del Golfo del Messico, le quali finiscono per costituire un continuum morfologico noto come "Oliva fulgurator complex". Promossa dalle migliori intenzioni, questa conclusione si rivela miope e viene facilmente contraddetta tanto da studi di tipo genomico, quanto dall'assenza di ulteriori prove come il criterio di simpatrismo. Il fallimento, in questo caso, è cagionato dalla combinazione della rigidità con cui il confine tra specie è definito sul piano morfologico, accoppiata alla rilassatezza con cui si analizza il morfospazio definito dai coefficienti dimensionali che descrivono la forma della conchiglia: si considera erroneamente che cluster sovrapposti tra loro solo marginalmente (ad esempio, per un singolo valore), vadano considerati come un unico cluster, e quindi come possibili forme di un'unica specie. Insomma, il metodo è palesemente sensibile all'elevata variabilità interna a ogni specie di Oliva, e ne amplifica gli effetti, candidandosi a generare conclusioni fuorvianti.

Poco efficace risulta, nell'ottica di radicale rifiuto dei sottogeneri, la separazione in "gruppi" delle 74 specie di Oliva riconosciute: proposto come ausilio al riconoscimento delle specie, lo stratagemma fallisce anche in ragione della numerosità dei caratteri morfologici da comparare.
Questa radicale critica metodologica non può bastare per condannare un'opera straordinaria e senza precedenti: la monografia di Tursch e Greifeneder ridefinisce gli standard in termini di accuratezza descrittiva, e soprattutto brilla per la completezza senza precedenti del processo di verifica del materiale-tipo (malauguratamente, proposto in immagini bianco/nero di qualità medio/bassa) di tutte le specie considerate. L'elenco di tutti i nomi mai utilizzati nella nomenclatura olivologica fino al 2001 è tuttora il più esauriente mai pubblicato.
- Nel 2004, il celebrato lavoro di Günther Sterba[22], che copre l'intera famiglia Olividae, basato anch'esso su un'estensiva verifica del materiale-tipo, si collocandosi in una sorta di meditata mediazione tra le visioni delle due precedenti monografie, proponendo illustrazioni di ampio formato e buona qualità, accompagnate da sintetiche e esaurienti descrizioni. Secondo quanto conclude lo studioso tedesco, le specie valide di Oliva sono novantasei (96). Ancora adesso, mitigando gli eccessi delle opere che l'hanno immediatamente preceduta, la monografia di Sterba resta un eccellente compromesso sia per gli appassionati, sia per gli studiosi.
- Nel 2009, il libro di Hunon, Hoarau e Robin[23]  affascina studiosi e appassionati per la straordinaria ricchezza e qualità delle immagini. Nemmeno quest'opera, però, è esente da difetti. Gli autori, pur mostrando di avere letto a fondo le recenti monografie, a loro volta si ripropongono un ulteriore lavoro di mediazione: nello svolgerlo, purtroppo, incorrono in numerosi errori di fatto, e soprattutto identificano in modo scorretto alcune decine di illustrazioni. Vuoi per questo limite, vuoi per alcune decisioni erronee o mal motivate in merito alla sinonimia, anche quest'opera (dalla quale emergono 101 distinte specie di Olive) può risultare fuorviante, in particolare per i collezionisti meno esperti.
- Nel 2016, nella loro monografia sulle conchiglie di P. L. Duclos ospitate nel museo di Clermont-Ferrand, Charles e Faure[24] compiono un'apprezzabile revisione del materiale-tipo delle numerose specie di Oliva istituite dal grande studioso francese a metà dell'Ottocento.
- È anche basandosi su tale lavoro che, nel 2018, Fred Vervaet[25] propone un completo e utilissimo riesame di tutte le specie Duclosiane. Nello stesso numero di "Vita Malacologica" vengono descritte da Han Raven e Pierre Recourt[26] alcune nuove specie.

Lo stato attuale della sistematica del genere può essere seguito su The Olivoidea (Mollusca: Gastropoda) Scratchpad e sul sito del World Register of Marine Species

## Filogenesi e Radiazione Evolutiva
A intrattenersi con il maggior dettaglio sulla filogenesi del genere Oliva è Edward Petuch. Lo studioso americano si giova della particolare completezza e accessibilità di depositi fossiliferi del Terziario e del Quaternario ai margini settentrionali del Golfo del Messico, che consentono una vista retrospettiva ad elevata risoluzione sulla storia naturale del genere, e ne trae alcune conclusioni di carattere generale. I paragrafi che seguono sono basati sull'"Atlas" del 1986.
Nell'ambito della superfamiglia Volutacea, la comparsa del genere Oliva pare abbastanza recente, considerato che i primi esemplari ad esso riferibili datano a circa trenta milioni di anni fa, tra Eocene superiore e Oligocene, in apparente correlazione filogenetica con volutidi cretacei di forma liscia e allungata tra cui Myobarbum e Ptychosyca. La più antica vera oliva conosciuta è Agaronia mississippiensis Conrad, 1848, ritrovata nella Formazione Jackson dell'Eocene in Mississippi, Alabama e Arkansas. Sebbene ascritta al genere Agaronia, la specie potrebbe appartenere ad un sottogenere non descritto di Oliva. Vere Olive del sottogenere Strephonella, come esemplificato da Oliva (Strephonella) brooksvillensis (Mansfield, 1937) rinvenuto nella Formazione Suwannee in Florida, si diffusero nelle Americhe durante l'Oligocene. A scala globale, per quasi tutto il Paleogene, generi come Ancilla, Agaronia e Baryspira hanno costituito la maggior parte delle specie di olividi. Un aumento esplosivo del numero di specie del genere Oliva è avvenuto circa venti milioni di anni fa, durante il Miocene, in contemporanea con altre diverse grandi radiazioni evolutive, in particolare nel sud-est degli Stati Uniti e nella regione indonesiana-malese del Pacifico sud-occidentale. I primi membri americani attribuibili ai sottogeneri Americoliva e Cariboliva appaiono in questo momento, mentre nell'area indonesiana, i primi membri del sottogeneri Acutoliva (O. djocdjocartae Martin, 1885), Rufoliva (O. junghhuhni Martin, 1880), e Carmione (O. sondeiana Martin, 1885) si erano già evoluti, e la fauna olivicola cominciava a svilupparsi e ad assumere un aspetto moderno. La maggior parte di queste radiazioni di specie ha avuto luogo in acque poco profonde, in ambiente intertidale, dove questi nuovi olividi hanno soppiantato ecologicamente le più primitive Ancilla e Agaronia. Questi gruppi più primitivi si ritirarono in profondità, al largo, o in aree più fresche e non tropicali, lasciando le acque tropicali, poco profonde, al predominio del genere Oliva e di altri generi strettamente correlati (es. Olivella, Dactylidia e Jaspidella).
Un secondo drastico aumento del numero di specie Oliva ha avuto luogo durante il Pleistocene medio, circa un milione di anni fa. Anche in questo caso, le due principali regioni di speciazione sono state sud-est degli Stati Uniti e Pacifico sud-occidentale. Oltre sessanta specie di olive si sono evolute nel solo sud della Florida, tra cui Americoliva edwardsae Olsson, 1967 e Americoliva murielae Olsson, 1967 dalla Formazione Bremont. Numerose specie strettamente correlate si sono evolute in tale periodo anche nella regione Caraibica. In parallelo, pure sul versante Pacifico, nel Golfo della California (Messico), si assisteva a una radiazione di specie secondarie, che avrebbero prodotto un grande complesso di taxa.
Ad innescare gli eventi di speciazione del Pleistocene sono probabilmente stati i drastici cambiamenti nel livello relativo del mare causati dai cicli glaciali. Le alterazioni di chimismo e temperatura che conseguentemente hanno interessato l'area oceanica in intervalli di tempo relativamente brevi (migliaia anziché milioni di anni) sono la presumibile causa dell'accelerazione della velocità della differenziazione delle specie, perdurata in tempi recenti, portando all'odierna miriade di specie, sottospecie e forme correlate.
La questione di quali specie (o di quali sottogeneri) viventi rappresentino la condizione arcaica del genere Oliva è tuttora inaffrontabile su basi esclusivamente morfologiche. Gli studi genomici, il più recente dei quali è di Kantor et Al. (2017), paiono mostrare un'iniziale bipartizione tra il sottogenere Americoliva e i rimanenti sottogeneri, con alla base del secondo ramo il sottogenere Omogymna, e successivo distacco di, da una parte Annulatoliva, e dall'altra un cluster dei rimanenti sottogeneri. La differente dimensione del campione statistico esaminato per i diversi sottogeneri toglie solidità all'impianto dell'analisi di Kantor et Al., dalla quale comunque emergerebbe una tardiva separazione dei sottogeneri Miniaceoliva, Galeola e Oliva: in particolare, Oliva oliva (Linnaeus, 1758), specie tipo del genere e della famiglia, risulterebbe all'apice del cladogramma dei taxa considerati nello studio.

## Morfologia e controversie tassonomiche
A fronte di un numero reale di specie probabilmente non eccedente le 150, il numero di nomi assegnati negli ultimi trecento anni a specie, sottospecie e forme vere o presunte di Oliva, includendo nomi desueti, nomina nuda e nomina oblita ammonta a circa cinquecento.
Per spiegare questo stato di cose e il persistere di visioni radicalmente diverse sulla biodiversità del genere Oliva, si deve ricordare che la sistematica Linneana si basa su dati di tipo morfologico. Su questo fronte, come già ricordato, le diverse specie del genere Oliva presentano complessivamente, e salvo eccezioni, modeste differenze tra una specie e l'altra, spesso accompagnate da un'ampia variabilità degli esemplari ascrivibili a ciascuna specie, il che tende a confondere o obliterare i limiti tra entità sovraspecifiche, specifiche e subspecifiche. 
Questo fenomeno è stato nel tempo la principale causa del proliferare in letteratura di sinonimi e  di "forme" (la validità tassonomica e il rango subspecifico o infrasubspecifico delle forme sono determinate sulla base dell'articolo 45.6 dell'International Code of Zoological Nomenclature che, a determinate condizioni, assegna loro un rango subspecifico se istituite prima del 1961). In un contesto in cui l'esame del materiale tipo dei taxa esistenti (per quanto talora problematico) dovrebbe essere la precondizione tassativa per qualsiasi atto nomenclaturale, sono invece frequenti sia le citazioni inappropriate, sia l'istituzione di taxa per accorgersi della cui inutilità basterebbe un più accurato esame di letteratura e tipi.
Di conseguenza, proprio nell'ambito del genere Oliva entità controverse e talora prive di un reale significato sistematico sono spesso utilizzate da collezionisti, commercianti e talora anche da specialisti, con aggravamento della confusione già creata dalla grande disponibilità di immagini digitali spesso accompagnate da identificazioni inattendibili.

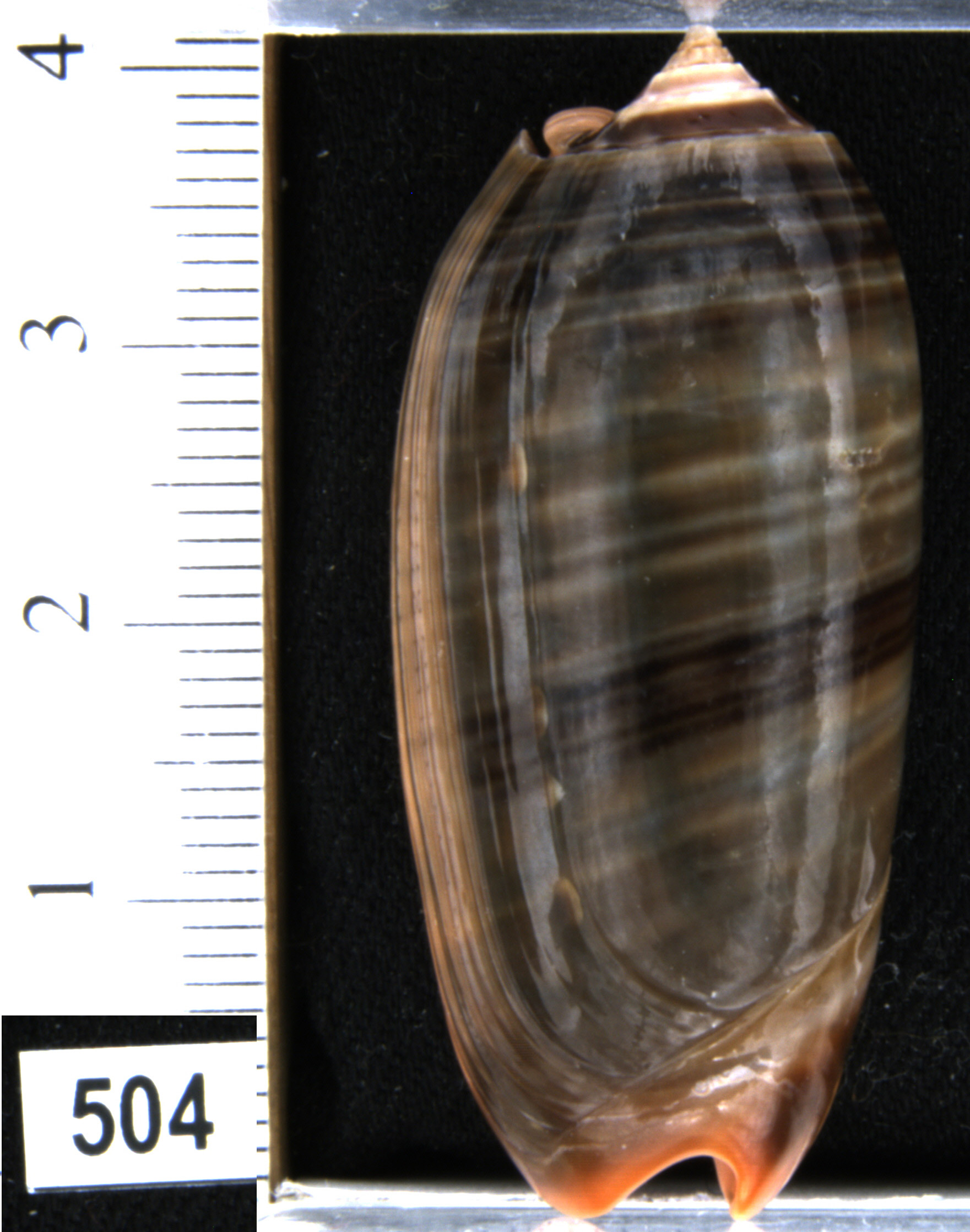
O. (Viduoliva) rubrolabiata Fischer, 1903, vista dorsale, Vanuatu

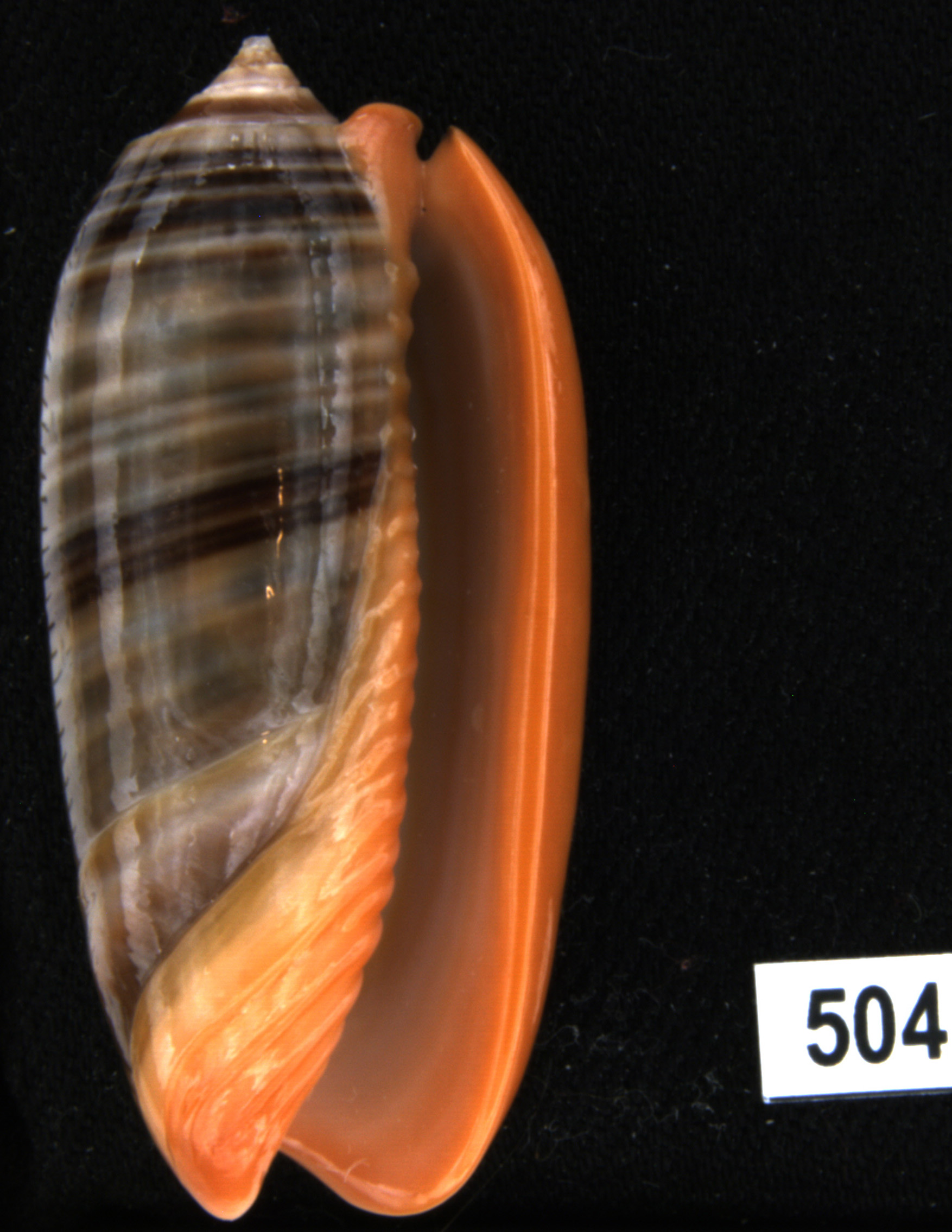
O. (Viduoliva) rubrolabiata Fischer, 1903, vista ventrale - Vanuatu

## Morfologia della conchiglia
Il contorno e la forma delle Olive è descrivibile sulla base di diversi parametri, tendenzialmente costanti (o poco variabili) nell'ambito dei vari sottogeneri, che possono presentare ad esempio una silhouette più o meno cilindrica, fusiforme, obovata e distinguersi per una serie di dettagli morfologici caratteristici. Le immagini più sotto illustrano specie tipiche dei diversi sottogeneri: se ne potrà trarre un'impressione complessiva del continuum morfologico del genere.
Pur prestandosi a eccessive semplificazioni, uno dei principali parametri dimensionali resta il rapporto tra altezza (misurata lungo l'asse di avvolgimento, tra da una parte l'apice della spira e dall'altra - riferendosi alla postura del mollusco vivente - l'estremo anteriore della teleoconca) e larghezza massima, misurata ortogonalmente a tale asse, tipicamente in vista ventrale (aperturale). Ulteriori e più sofisticati coefficienti sono stati introdotti da Tursch e Greifeneder, e successivamente da Giorgio Strano a partire dal 2016, con l'attendibile misurazione di fattori matematici rappresentativi delle modalità di crescita della conchiglia.
In termini dimensionali, le conchiglie di alcuni sottogeneri, come Acutoliva, Parvoliva e Proxoliva, sono costantemente piccole (da 7 a 15 mm di lunghezza), mentre quelle di altri sottogeneri, come Porphyria, Miniaceoliva e Viduoliva, sono comunemente grandi (più di 75 mm di lunghezza), il che propone una definizione di "taglia media" per le specie la cui conchiglia misura tra 25 e 40 mm. 
Tra i parametri descrittivi della forma della conchiglia, spiccano:
- la forma, la dimensione relativa e il numero di giri della protoconca (la transizione alla teleoconca è di norma chiaramente osservabile);
- l'altezza della spira, misurata tra l'apice della protoconca e il bordo superiore dell'ultimo giro di teleoconca;
- la forma della spira, da acuta a piatta o addirittura depressa;
- l'eventuale callosità della spira;
- la larghezza, profondità e forma del canale del filamento: questo canale bordeggia la spira, marcando posteriormente / apicalmente la sutura spirale. Nell'animale vivo, esso ospita una struttura anatomica dalla natura tuttora controversa, un sottile filamento a forma di frusta, connesso al mantello, che l'animale può estrarre dal canale, protendere e agitare probabilmente a fine difensivo, come suggerito da Zeigler e Porreca (1969)[19]. Il canale può però essere completamente o parzialmente obliterato dalla callosità spirale, nelle specie in cui tale struttura è particolarmente sviluppata;
- la forma e la larghezza dell'apertura, delimitata dal labbro e dalla parete del penultimo giro (il termine "columella" è inapplicabile al genere Oliva, considerato il fatto che il materiale lungo l'asse d'avvolgimento viene costantemente riassorbito, tanto che all'esame radiografico le conchiglie paiono svuotate);
- la numerosità, spessore e forma delle pliche parietali (costolature rilevate) che fronteggiano il labbro.

Per quanto riguarda l'ornamentazione, gli elementi più tipici sono costituiti da reticoli tipicamente triangolari di linee, da bande trasversali, flammule (macchie amorfe di colore, solitamente allungate), e più raramente da sottili linee spirali, come nel caso di O. (Viduoliva) rubrolabiata Fischer, 1903. L'ubiquità del pattern a triangoli rende inaffidabile l'uso di questa caratteristica per differenziare le specie.
Il colore di base dell'ultimo giro di teleoconca è piuttosto costante nelle varie specie, fatta salva la frequente presenza di esemplari melanici in alcuni sottogeneri (con assai minore incidenza di albinismo e colori di fondo particolari), anche se è stata dimostrata - ad esempio, da Tursch e Greifeneder - una relazione tra il colore del substrato e il colore della conchiglia, con convergenza di diverse specie, spostate su substrati chiari o scuri, verso gusci con un identico colore di fondo. Anche Petuch riporta che popolazioni di O. (Omogymna) ozodona sandwichensis (Pease, 1860) e O. (Americoliva) reticularis Lamarck, 1811 viventi sulla sabbia lavica nera hanno conchiglie di colore scuro mentre popolazioni delle stesse specie che vivono sulla sabbia corallina bianca hanno conchiglie di colore chiaro.
Nell'ambito delle diverse specie, esistono poi forme di colore relativamente costanti, sulla base di fattori sicuramente genetici, tipicamente a causa di isolamento geografico, tanto che, per varie specie, basta un rapido esame visuale per determinare l'area di provenienza degli esemplari.
In merito al modello di crescita del genere Oliva, basato sul riassorbimento delle pareti dei giri precedenti e sul continuo rimodellamento della conchiglia, si rivelano decisive le osservazioni di Giorgio Strano (2017), che sistematizza e spiega precedenti parziali e talora contraddittorie conclusioni tra cui quelle di Sterba (2004), rivelando un ciclico fenomeno di riassorbimento e deposizione che interessa sia il labbro, sia le pliche parietali: la condizione di "labbro affilato" non è quindi da ricondursi allo status giovanile del mollusco, ma si ripete in occasione di ogni ciclo riassorbimento/deposizione. Tali cicli sono testimoniati dalle cosiddette "rest structure", percettibili sia nelle sezioni assiali della conchiglia, sia dall'attenta osservazione dell'ultimo giro della teleoconca (ornamentazione e presenza di leggere costolature assiali rilevate): sulla base di diverse osservazioni, è presumibile che il processo abbia cadenza annuale.

## Ecologia e Stile di Vita
L'approccio proposto dell'"Atlas" di Petuch e Sargent offre interessanti e controverse prospettive dal punto di vista biogeografico, tra cui una particolare attenzione al modello di dispersione dei veliger: lo stadio larvale, planctonico, che inizia il ciclo di vita degli Olivoidea è suscettibile, ad opera delle correnti marine, di una fase di trasporto passivo più o meno lunga. Secondo Petuch, elementi quali la dimensione della protoconca possono essere affidabilmente usati per trarre conclusioni sulla durata della fase di dispersione passiva, e conseguentemente sui confini delle province zoogeografiche, e per svolgere induzioni di vario genere a completare quelle basate esclusivamente sulla morfologia (anche se va ricordato che, in linea di principio, non può essere invocata una supremazia del dato biogeografico su quello morfologico). L'opera di riferimento riguardo alla fisiologia e ecologia del genere Oliva resta però il libro di Tursch e Greifeneder che, oltre a fotografare esemplari viventi della quasi totalità delle specie di Oliva esistenti, si intrattengono in estremo dettaglio sull'anatomia del genere.
È comunque da lungo tempo che l'ecologia delle Olive è nota, anche grazie a studi compiuti in acquario sin dagli Anni Sessanta di cui riferiscono, tra gli altri, Olsson e Crovo (1968) e Zeigler e Porreca (1969). I paragrafi che seguono sono desunti dalla lettura di fonti tra cui l'"Atlas" di Petuch e Sargent.
Senza eccezioni, tutti i membri del genere Oliva sono fisiologicamente stenoalini, cioè richiedono normali condizioni di salinità oceanica (circa il 35 per mille): di conseguenza, non sono note specie di acqua salmastra. Nel 1981, nel Sud-Est della Florida, a causa di piene straordinarie, fu necessario rilasciare consistentissime quantità d'acqua dolce dal lago Okeechobee nella zona semichiusa ricompresa tra il St Lucie Inlet e l'Indian River, con crollo della salinità: ne è derivata la morte dell'intera popolazione di O. (Americoliva) sayana Ravenel, 1834. 
La maggior parte del genere è anche stenotermico e, di conseguenza, limitato agli oceani tropicali e subtropicali di tutto il mondo. Esistono specie, come O. (Americoliva) sayana Ravenel, 1834 e O. (Acutoliva) australis Duclos, 1835 che possono spaziare in acque temperate adiacenti alle province subtropicali, ma si tratta di eccezioni. La maggior parte di Olive di acque profonde vivono in condizioni di acqua più fresca. Tali specie, secondo Petuch, si sono evolute da forme tropicali di acque poco profonde che si sono spostate al largo adattandosi a temperature più fredde. Solo una tra le specie dei bassi fondali, O. (Felicioliva) peruviana Lamarck, 1811, è realmente presente in acque temperato-fredde. Questa insolita Oliva vive in acque influenzate dalla fredda Corrente di Humboldt al largo della costa occidentale del Sud America. Non esistono specie note di Oliva subartiche o boreali.
Oltre ad essere stenoalino e tendenzialmente stenotermico, il genere Oliva è anche stenotopico, essendo in grado di vivere solo su terreni morbidi, fangosi o substrati sabbiosi, in cui gli animali si insinuano. Come è tipico dei Volutacei, anche le Olive sono ben adattate per uno stile di vita fossorio. L'ampio e voluminoso piede muscolare, dotato di un'estensione frontale a forma di aratro (il propodio) consentire all'animale di muoversi liberamente attraverso i sedimenti bentonici.
Pur nella generale preferenza per i substrati morbidi, alcune specie di Oliva spesso frequentano diversi tipi di sedimenti. Ad esempio, O. (Americoliva) sayana Lamarck, 1811 e O. (Americoliva) obesina Duclos, 1840 vivono lungo i margini continentali  in aree di sabbia quarzosa, mentre O. (Americoliva) nivosa maya Marrat, 1871 prospera nei sedimenti carbonatici associati alle barriere coralline. Alcune specie (come O. (Carmione) keeni Marrat, 1870, O. (Carmione) lecoquiana Ducros de St.-Germain, 1857, e O. (Proxoliva) athenia Duclos, 1840) preferiscono le distese sabbiose intertidali fangose e ricche di sostanze organiche adiacenti alle isole continentali, mentre altre (come O. (Rufoliva) baileyi Petuch, 1979, O. (Parvoliva) dubia Schepman, 1904, e O. (Acutoliva) bathyalis Petuch&Sargent, 1986) si trovano solo su fanghi ricchi di sostanze organiche in acque profonde adiacenti alle isole continentali. Solamente poche specie tollerano una varietà di tipi di substrato.
Pure in assenza di qualsiasi traccia di struttura sociale, il successo evolutivo delle Olive comporta la contemporanea presenza di numerosi esemplari nello stesso ambiente, condizione descritta da Petuch con il termine di "colonia". Tutte le Olive sono carnivore, così come l'intera superfamiglia Volutacea. Pur non rifiutando prede morte, preferiscono cibo vivo e possono condividono prede con altri membri della colonia. Le Olive passano la maggior parte del loro tempo immerse nel substrato, con i soli sifoni che emergono dalla superficie, e in questo assetto sono in grado di percepire la presenza di potenziali prede anche a una certa distanza. Quando una preda viene rilevata, l'animale emergere rapidamente dalla sabbia per racchiudere velocemente la preda in una sacca creata avvolgendo il piede attorno ad essa. All'interno di questa sacca estemporanea, la preda viva è avvolta e soffocata da uno strato di muco tossico. Come la maggior parte dei molluschi carnivori, anche le Olive si nutrono attraverso una proboscide flessibile al cui interno è racchiusa la radula, un nastro di denti aguzzi. La proboscide si estende per l'alimentazione e si ritrae quando l'animale è disturbato. Una volta morta, la preda è consumata raschiando frammenti di carne con la radula, il che può avvenire sia mentre il piede è avvolto attorno alla preda, immergendo la proboscide nella sacca, sia col piede normalmente disteso, estendendo la proboscide verso il cibo. 
Zeigler e Porreca (1969) riferiscono che i collezionisti possono attirare in superficie le Olive con una varietà di esche, tra cui molluschi, granchi, pesce, ricci di mare, manzo, gamberi e pollo. Secondo Olsson e Crovo (1968), O. (Americoliva) sayana Ravenel, 1834 mostra una forte preferenza per piccoli bivalvi dal guscio liscio (es. Donax, Laevicardium, Tellina e Mulinia). Questi bivalvi potrebbero rappresentare il normale regime alimentare di tutte le Olive.
Secondo le osservazioni di Zeigler e Porreca, le Olive sono particolarmente attive di notte e al cambiamento delle maree.

## Sottogeneri (con specie esemplificative)
Da quanto esposto nella sezione "Sistematica", è evidente che non esiste nella comunità scientifica un'uniformità di vedute sulla sistematica infragenerica delle Olive.
Essendo stata più sopra resa ampia ragione dei dibattiti in corso, si ritiene opportuno proporre una visione altamente inclusiva, elencando qui di seguito i sottogeneri di Oliva fino ad oggi proposti, fermo restando che, per maturare un'opinione informata al riguardo, è indispensabile confrontarsi con tutta la letteratura qui citata. Per ognuno dei sottogeneri, è proposta una specie rappresentativa.
- Acutoliva Petuch & Sargent, 1986 - Oliva (Acutoliva) australis Duclos, 1835
- Annulatoliva Petuch & Sargent, 1986  - Oliva (Annulatoliva) mantichora mantichora Duclos, 1840
- Americoliva Petuch, 2013[33] - Oliva (Americoliva) sayana Ravenel, 1834
- Arctoliva Petuch & Sargent, 1986 - Oliva (Arctoliva) pacifica Marrat, 1870
- Cariboliva Petuch & Sargent, 1986 - Oliva (Cariboliva) scripta Lamarck, 1811
- Carmione Gray, 1858 - Oliva (Carmione) bulbosa f. inflata Lamarck, 1810
- Felicioliva Petuch & Berschauer, 2017 - Oliva (Felicioliva) peruviana Lamarck, 1811
- Galeola Gray, 1858 - Oliva (Galeola) carneola f. trichroma Dautzenberg, 1927
- Miniaceoliva Petuch & Sargent, 1986 - Oliva (Miniaceoliva) miniacea (Röding, 1798)
- Multiplicoliva Petuch & Sargent, 1986 - Oliva (Multiplicoliva) multiplicata Reeve, 1850
- Mustelotiva Petuch & Sargent, 1986 - Oliva (Musteloliva) mustelina Lamarck, 1811
- Neocylindrus Fischer, 1883 - Oliva (Neocylindrus) tessellata Lamarck, 1811
- Oliva Bruguiére, 1789 - Oliva (Oliva) oliva Linnaeus, 1758
- Omogymna von Martens, 1897- Oliva (Omogymna) ozodona ozodona Duclos, 1835
- Parvoliva Theile, 1929 - Oliva (Parvoliva) dubia Schepman, 1904
- Porphyria Roding, 1798 - Oliva (Porphyria) porphyria (Linnaeus, 1758)
- Proxoliva Petuch & Sargent, 1986 - Oliva (Proxoliva) athenia Duclos, 1840
- Recourtoliva Petuch & Berschauer, 2017 - Oliva (Recourtoliva) poppei Sargent & Petuch, 1986
- Rufoliva Petuch & Sargent, 1986 - Oliva (Rufoliva) rufula Duclos, 1835
- Strephona Morch, 1852 - Oliva (Strephona) flammulata Lamarck, 1811
- Strephonella Dall, 1909 - Oliva (Strephonella) undatella Lamarck, 1811
- Viduoliva Petuch & Sargent, 1986 - Oliva (Viduoliva) vidua (Röding, 1798)
- Vullietoliva Petuch & Berschauer, 2017 - Oliva (Vullietoliva) splendidula Sowerby, 1825

L'elenco che precede cita, assieme ai sottogeneri storici, anche quelli istituiti tra il 1986 e il 2017 da Edward Petuch, in collaborazione con Dennis Sargent e David Berschauer, e colloca in tali sottogeneri le specie citate a titolo di esempio.
È però interessante consultare il sito "The Olivoidea (Mollusca: Gastropoda) Scratchpad", che da diversi anni è il punto di riferimento di un gran numero di studiosi e appassionati: rispetto ad altre sorgenti di informazione, la sua monotematicità e i frequenti aggiornamente ne hanno decretato l'attendibilità.
In punto alle sinonimie tra i generi, secondo "The Olivoidea (Mollusca: Gastropoda) Scratchpad" il sottogenere Proxoliva Petuch & Sargent, 1986 è da considerarsi "junior synonym" del sottogenere Oliva Bruguiére, 1789, il sottogenere Rufoliva Petuch & Sargent, 1986 è da considerarsi sinonimo del sottogenere Parvoliva Theile, 1929, e il sottogenere Strephona Morch, 1852 è da considerarsi sinonimo del sottogenere Americoliva Petuch & Sargent, 1986. Viene anche proposta l'adozione del nome Galeolella Cossmann, 1899 (sin qui riservato a un genere di Olivoidei fossili) in luogo di Galeola Gray, 1858, operazione non adeguatamente giustificata neppure con riferimento all'omonimo taxon istituito da Fischer nel 1883, probabilmente per errore di citazione.
Ancora differente, e ondivaga, la rappresentazione offerta dal World Register of Marine Species (WoRMS), che nel tempo ha accettato, fino ad elevarli al rango generico, un gran numero di sottogeneri, ora in buona parte nuovamente sinonimizzati col genere Oliva. Va però ricordato che il monumentale lavoro dello staff di Worms, iniziativa che copre l'intero ventaglio delle specie marine, si limita esclusivamente all'annotazione acritica delle pubblicazioni zoologiche, senza competenza settoriale e senza le risorse necessarie ad una critica delle fonti vecchie e nuove.

## Galleria d'immagini
Considerata la già citata variabilità del genere, interna e esterna alle specie, si propone qui a puro titolo esemplificativo una coppia di immagini, dorsale e ventrale, di una specie tipica di ciascuno dei sottogeneri sopra elencati.

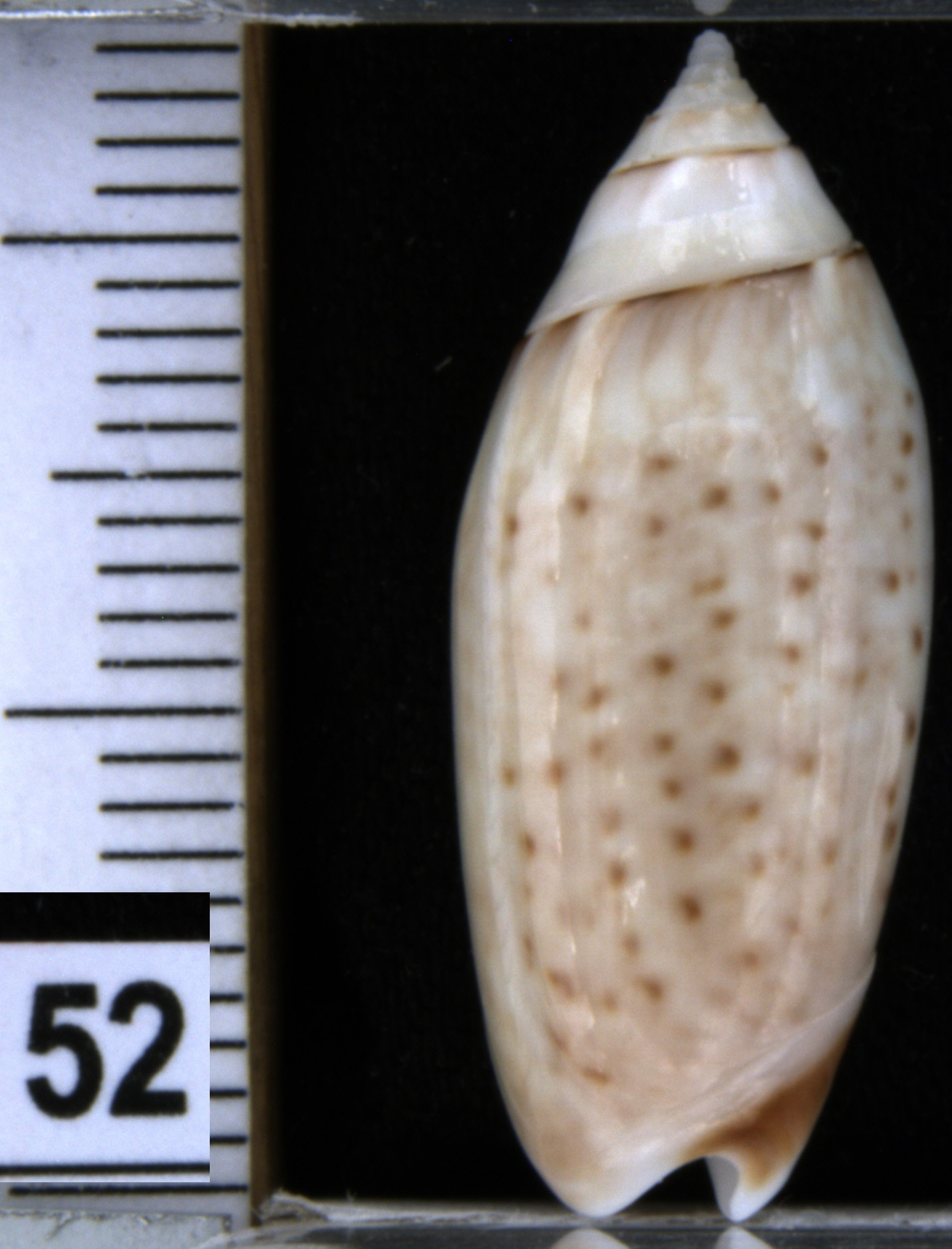
Oliva (Acutoliva) australis Duclos, 1835, vista dorsale - Sandy Island, West Australia
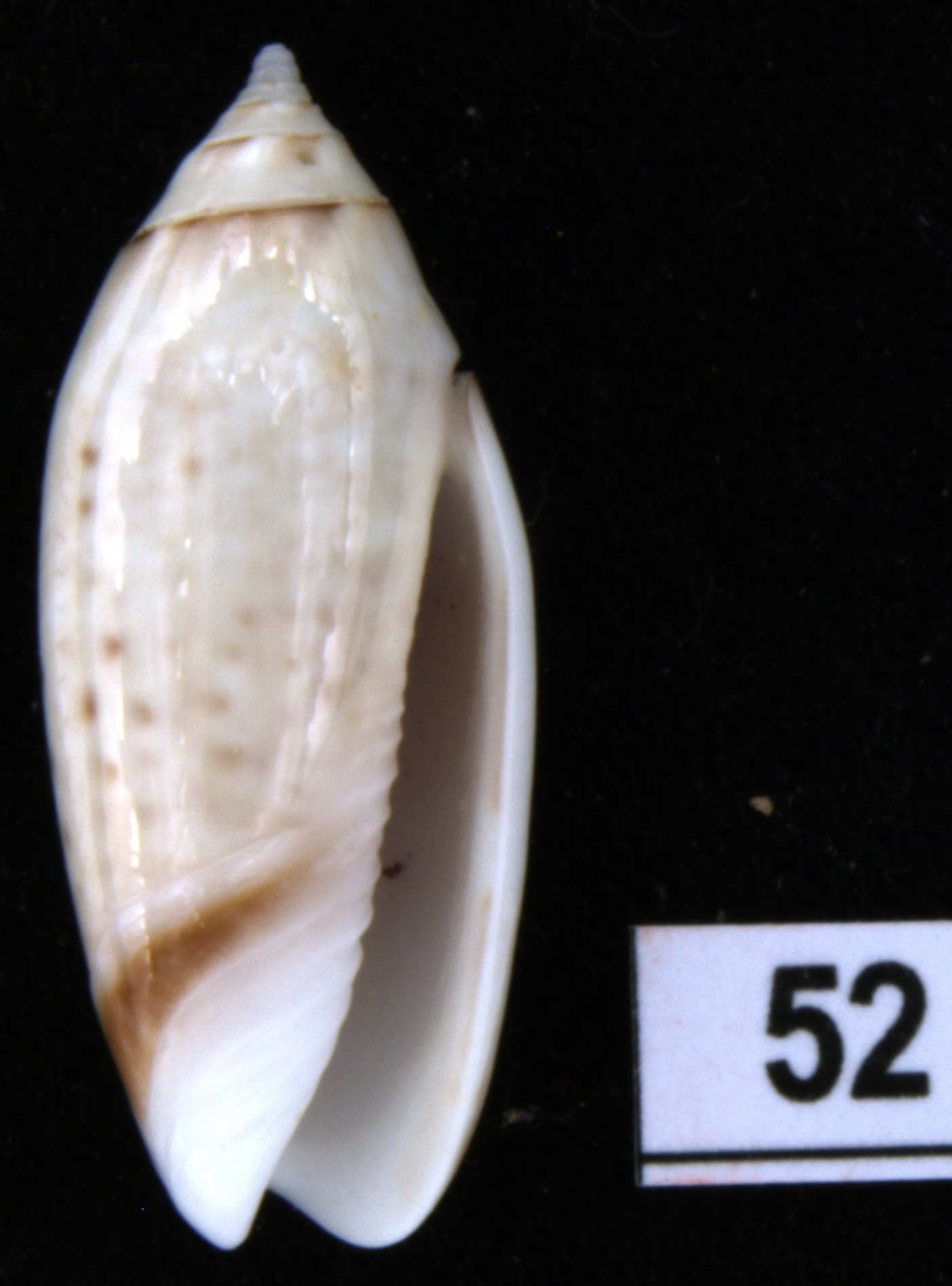
Oliva (Acutoliva) australis Duclos, 1835, vista ventrale - Sandy Island. West Australia
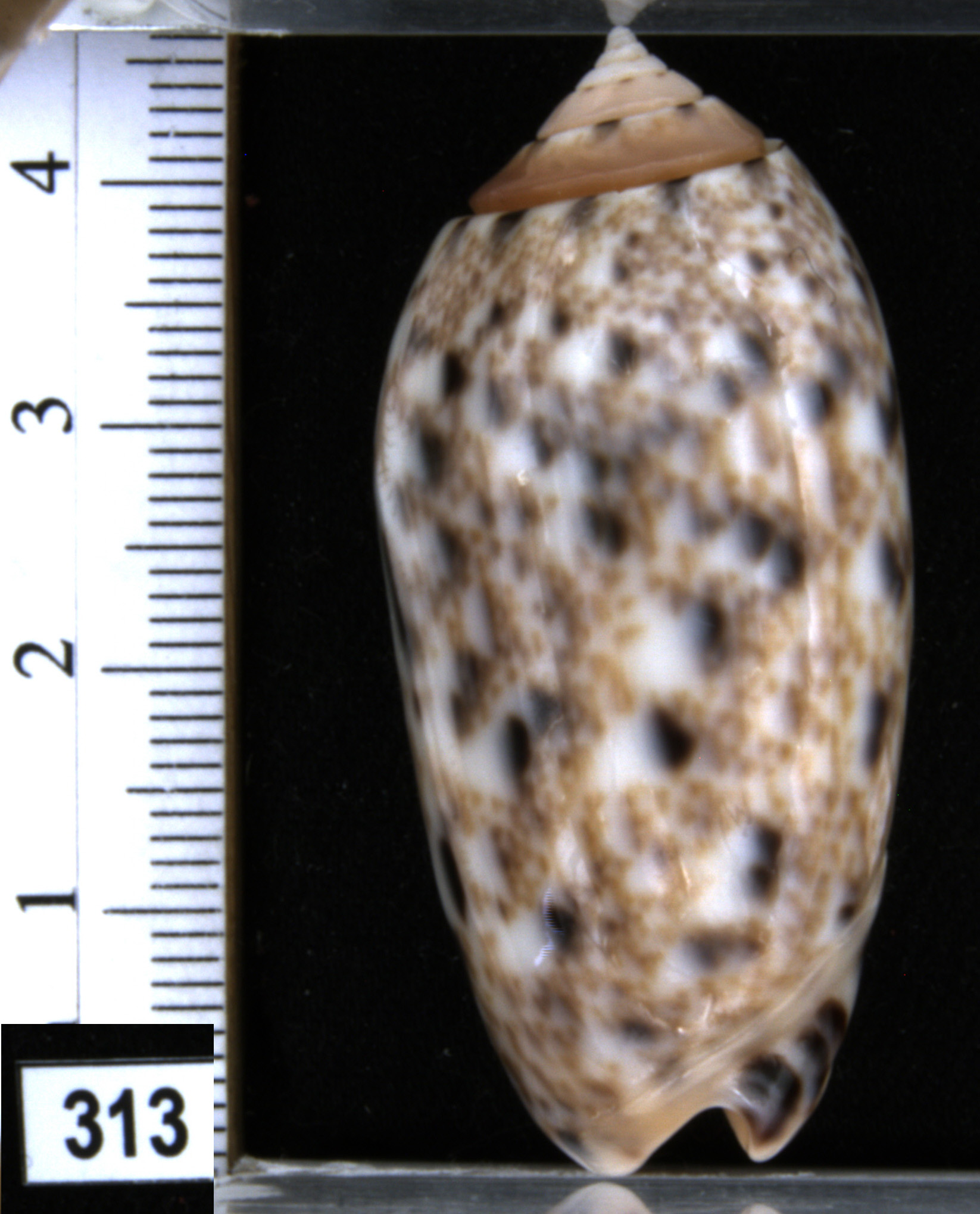
Oliva (Annulatoliva) mantichora mantichora Duclos, 1840, vista dorsale - Madagascar
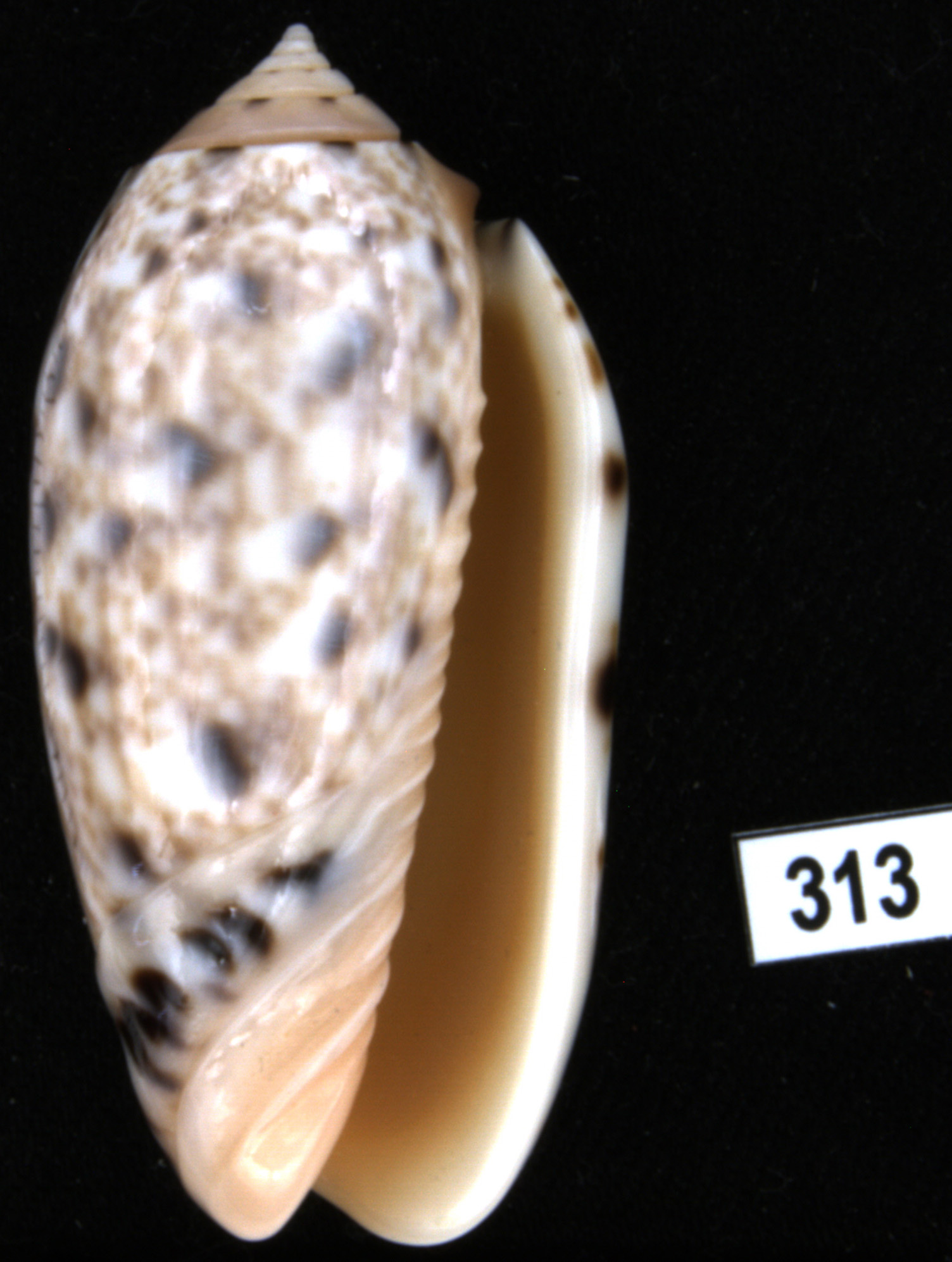
Oliva (Annulatoliva) mantichora mantichora Duclos, 1840, vista ventrale - Madagascar
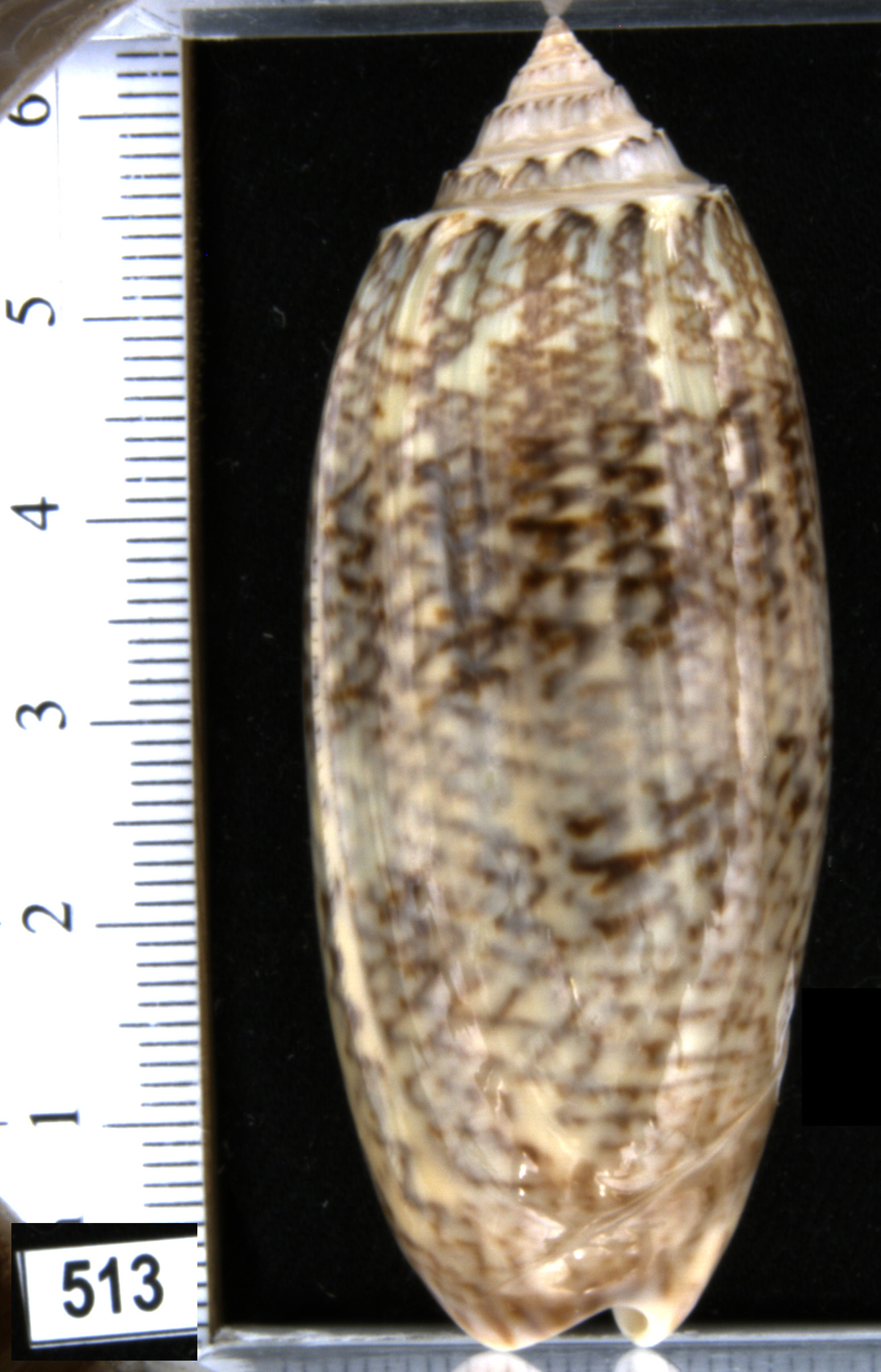
Oliva (Americoliva) sayana Ravenel, 1834, vista dorsale - Marco Island, Florida (USA)
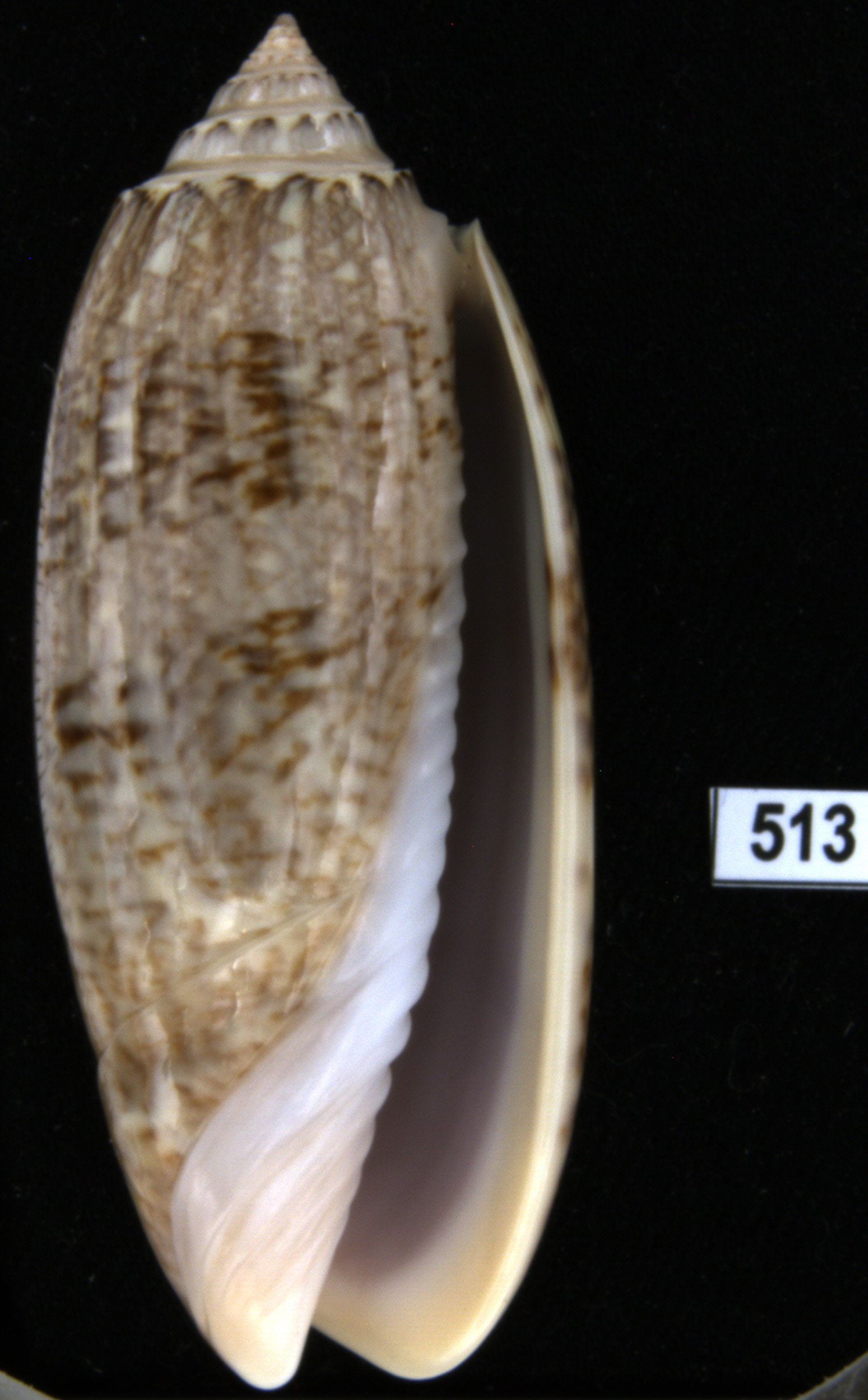
Oliva (Americoliva) sayana Ravenel, 1834, vista dorsale - Marco Island, Florida (USA)
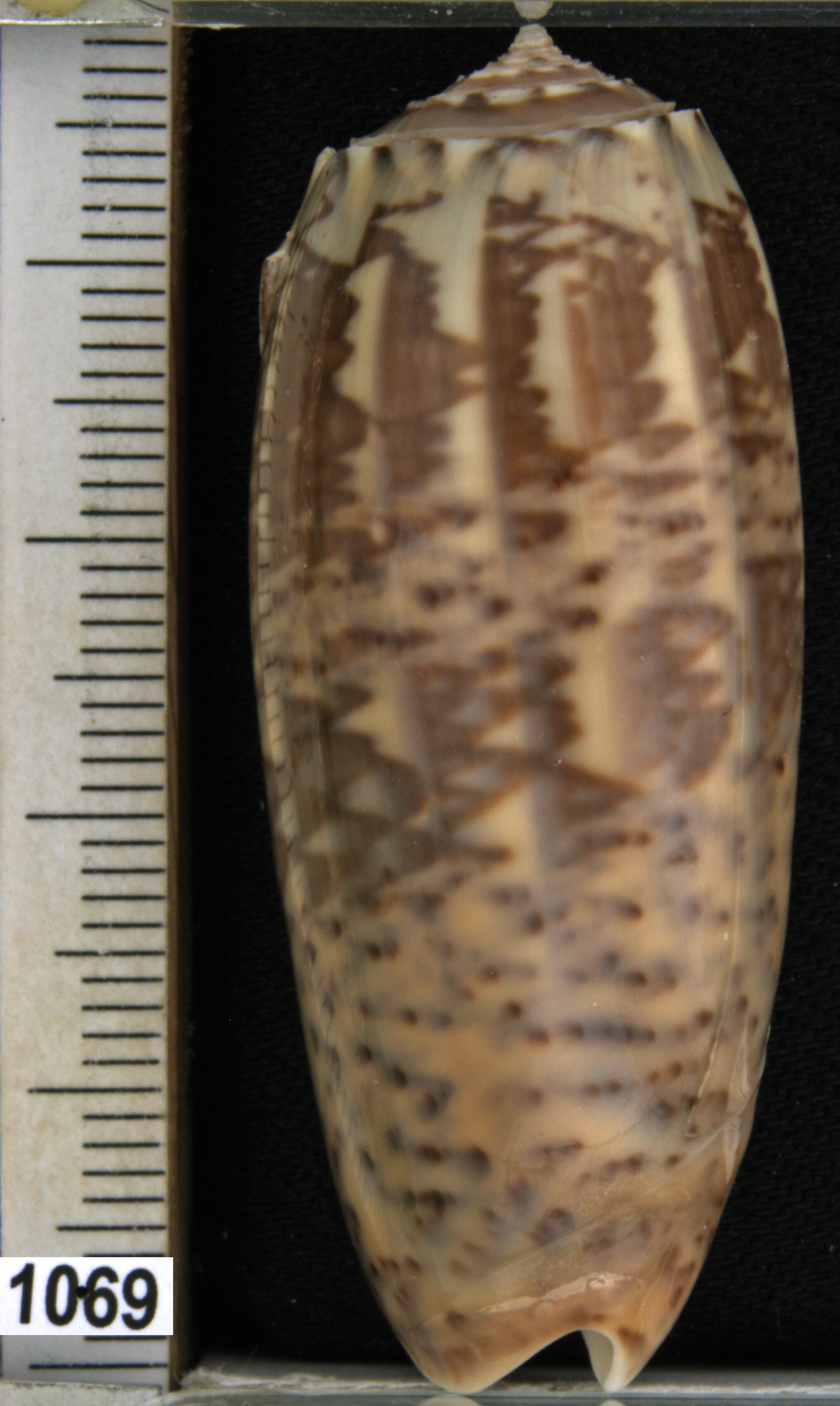
Oliva (Arctoliva) pacifica Marrat, 1870, vista dorsale - Thailand, Phuket
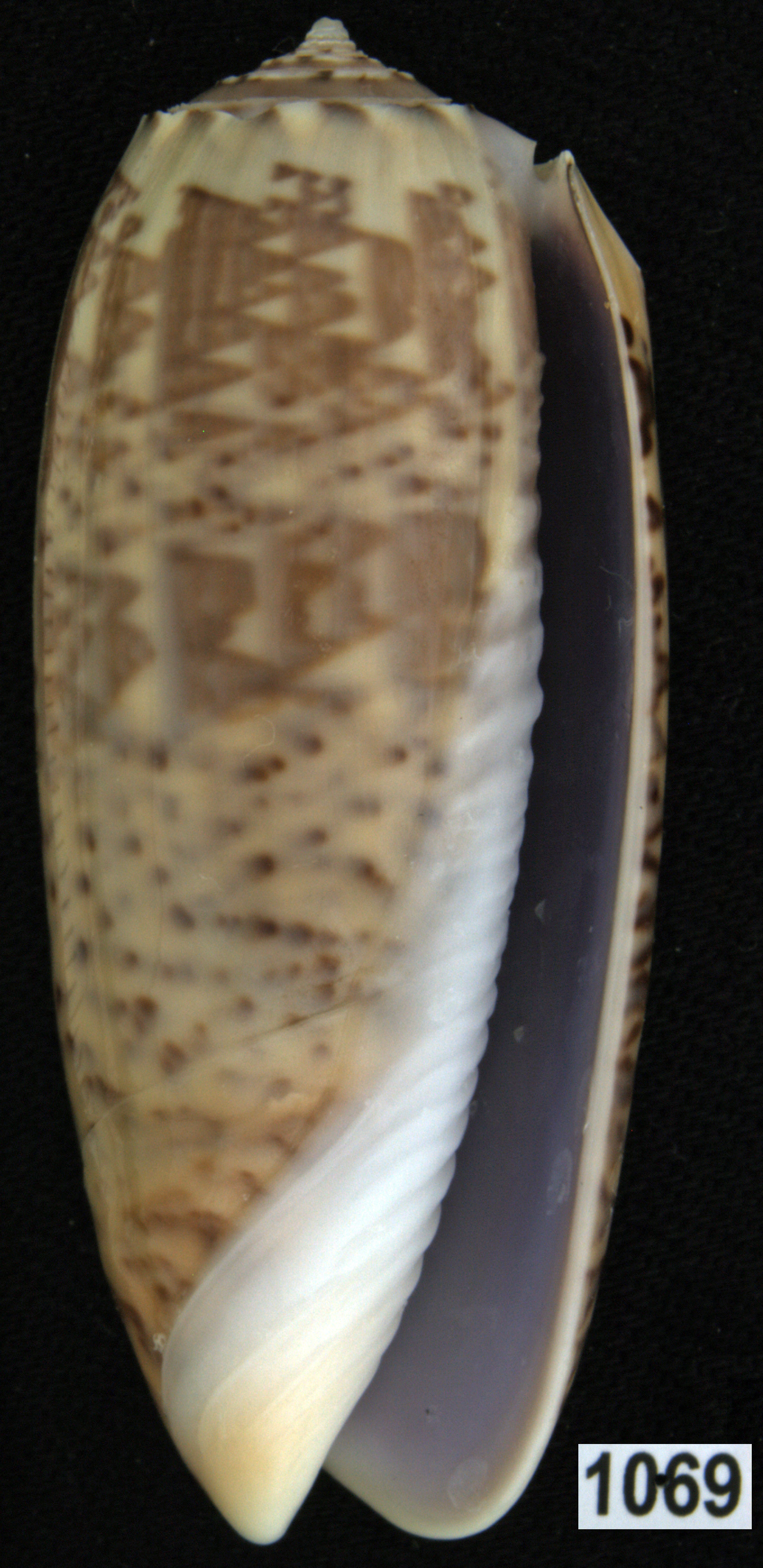
Oliva (Arctoliva) pacifica Marrat, 1870, vista ventrale - Thailand, Phuket
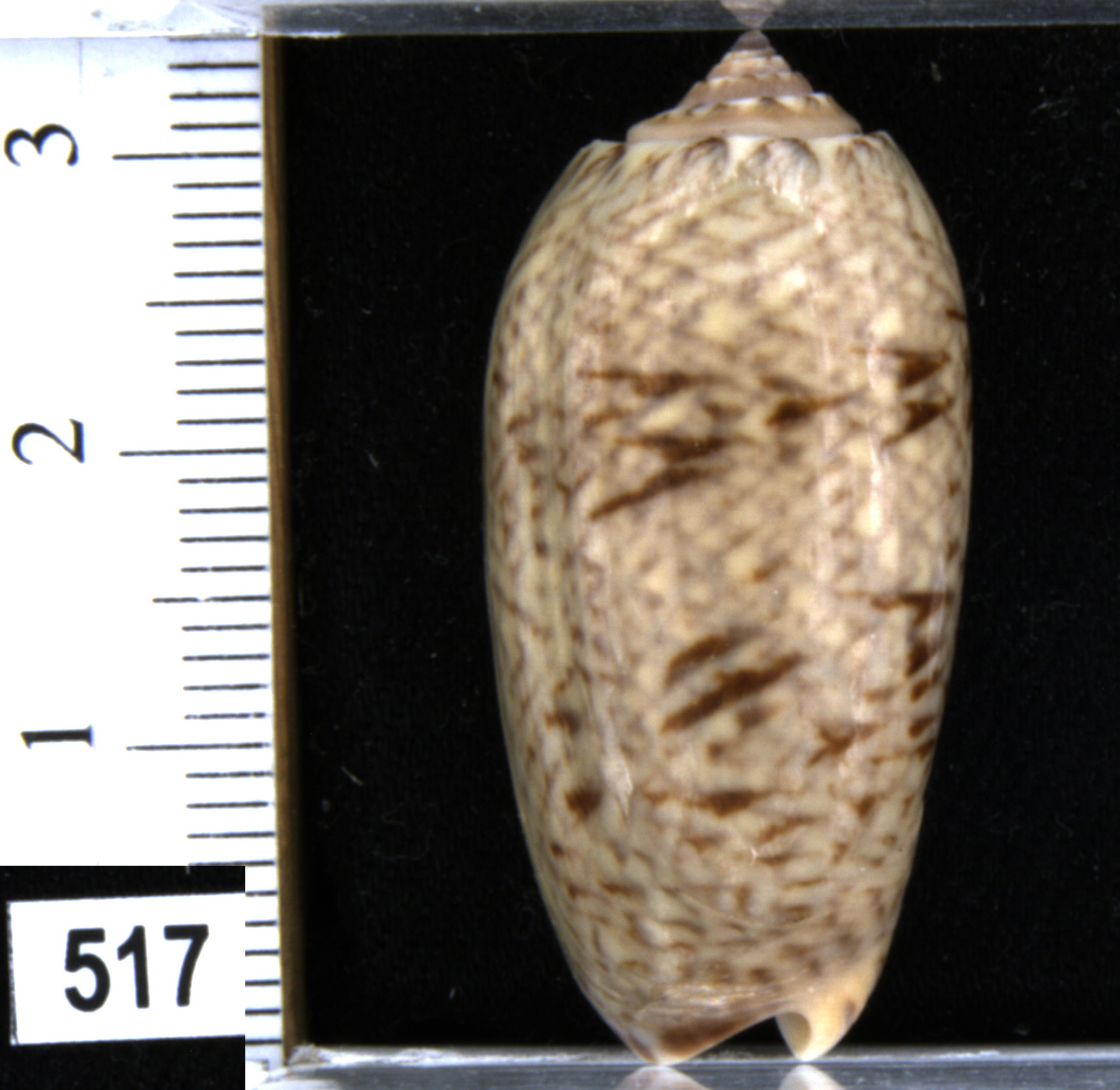
Oliva (Cariboliva) scripta Lamarck, 1811, vista dorsale - Caribbean Sea
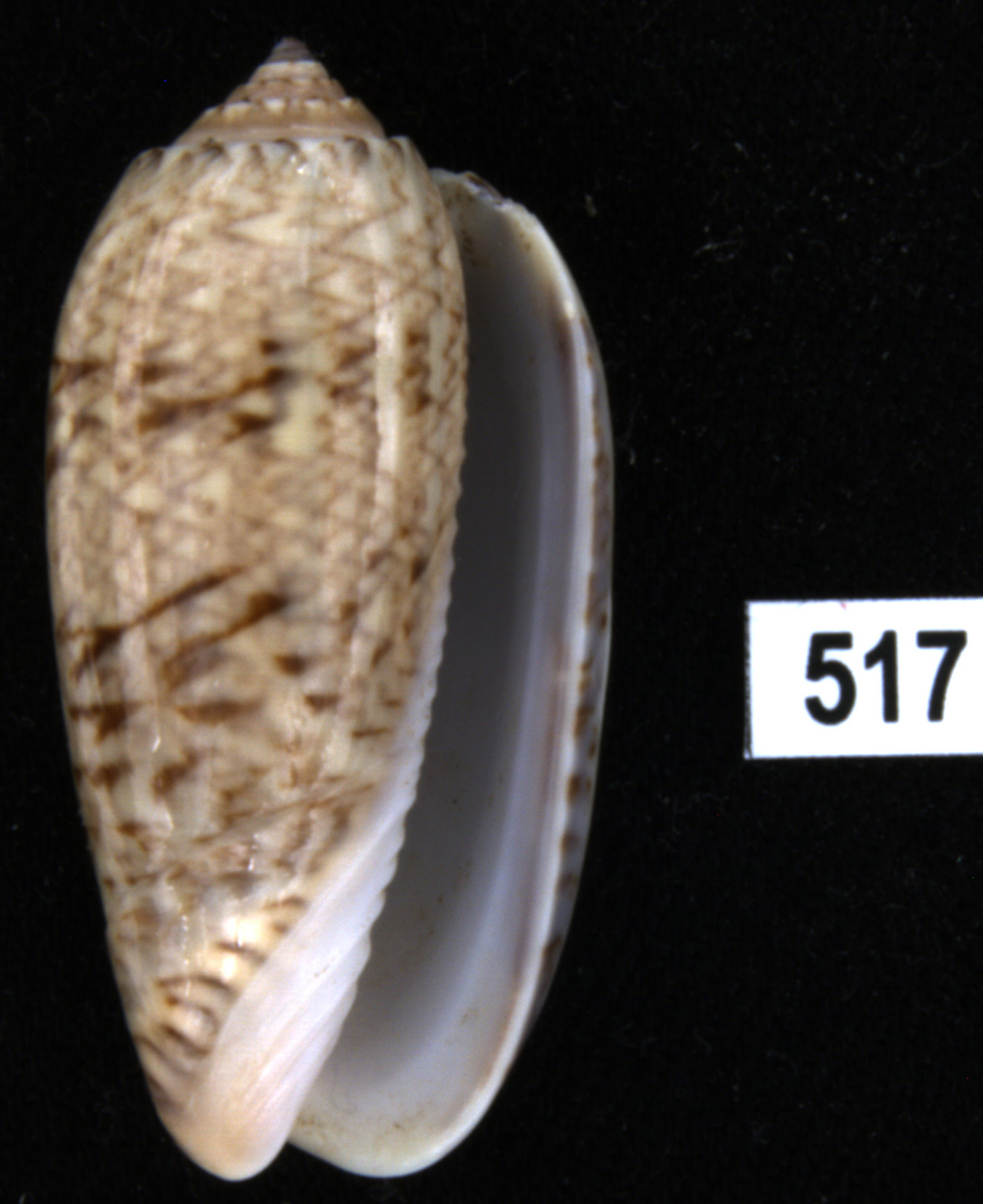
Oliva (Cariboliva) scripta Lamarck, 1811, vista ventrale - Caribbean Sea
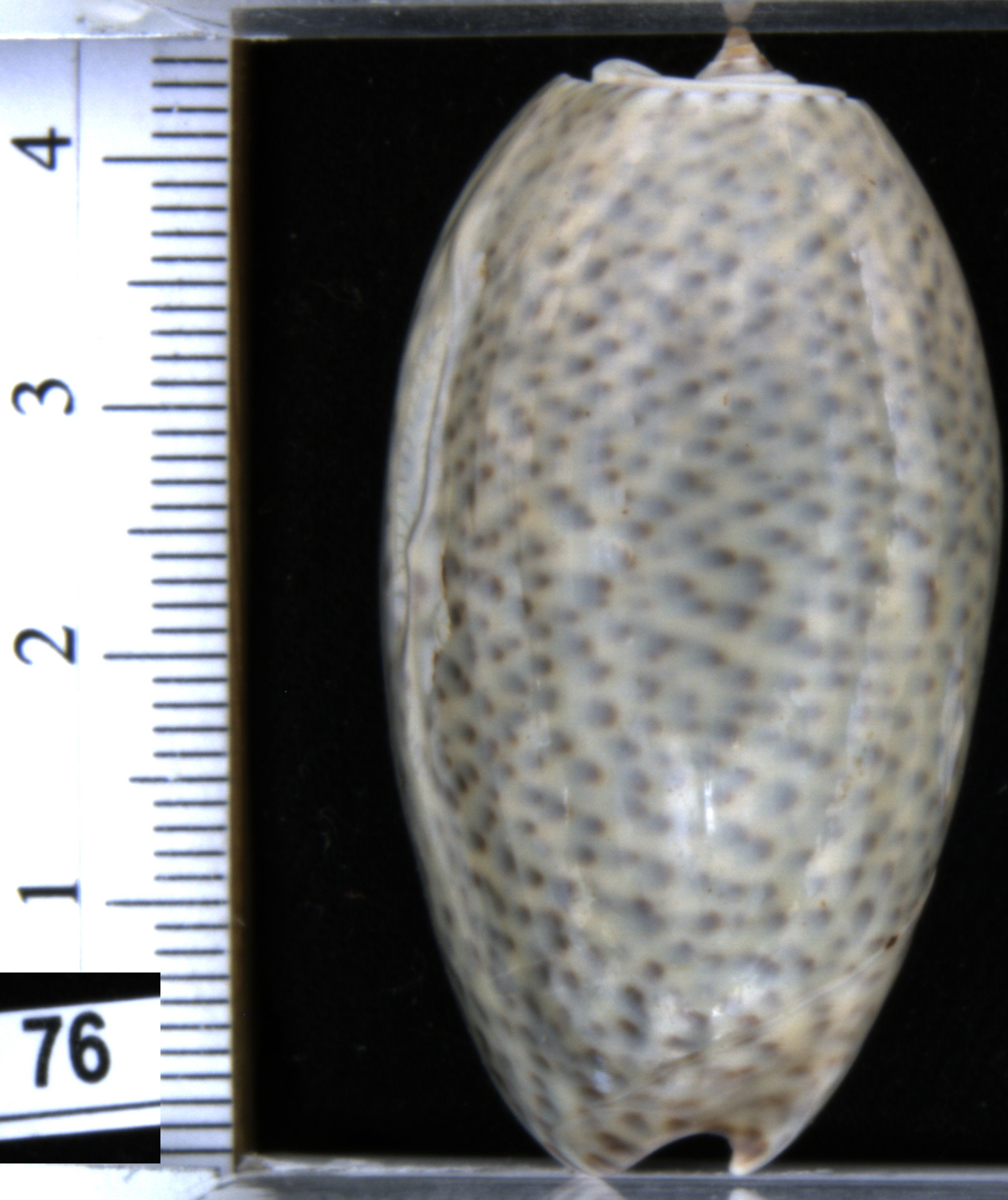
Oliva (Carmione) bulbosa f. inflata Lamarck, 1810, vista dorsale - Nosy Be, Madagascar
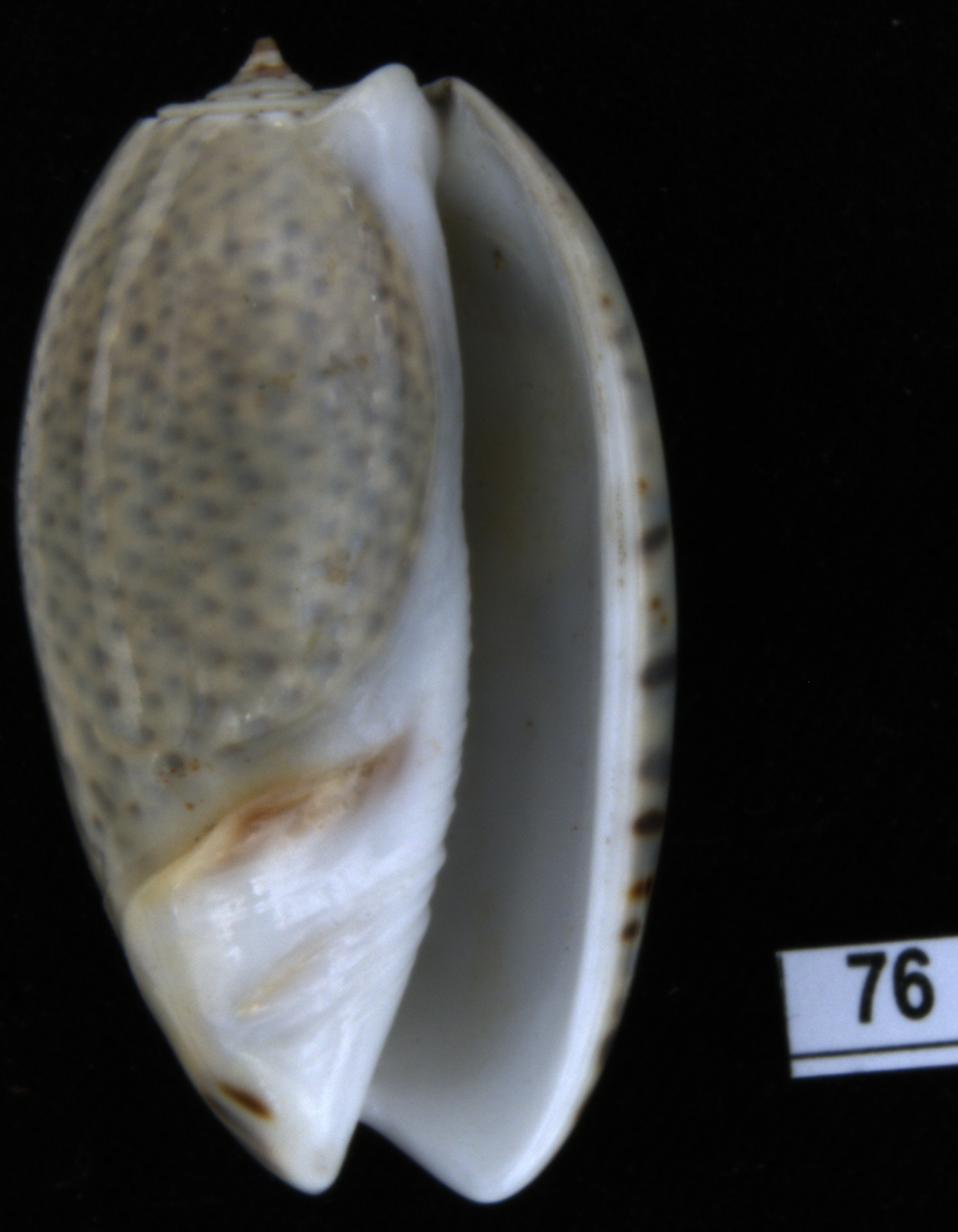
Oliva (Carmione) bulbosa f. inflata Lamarck, 1810, vista ventrale - Nosy Be, Madagascar
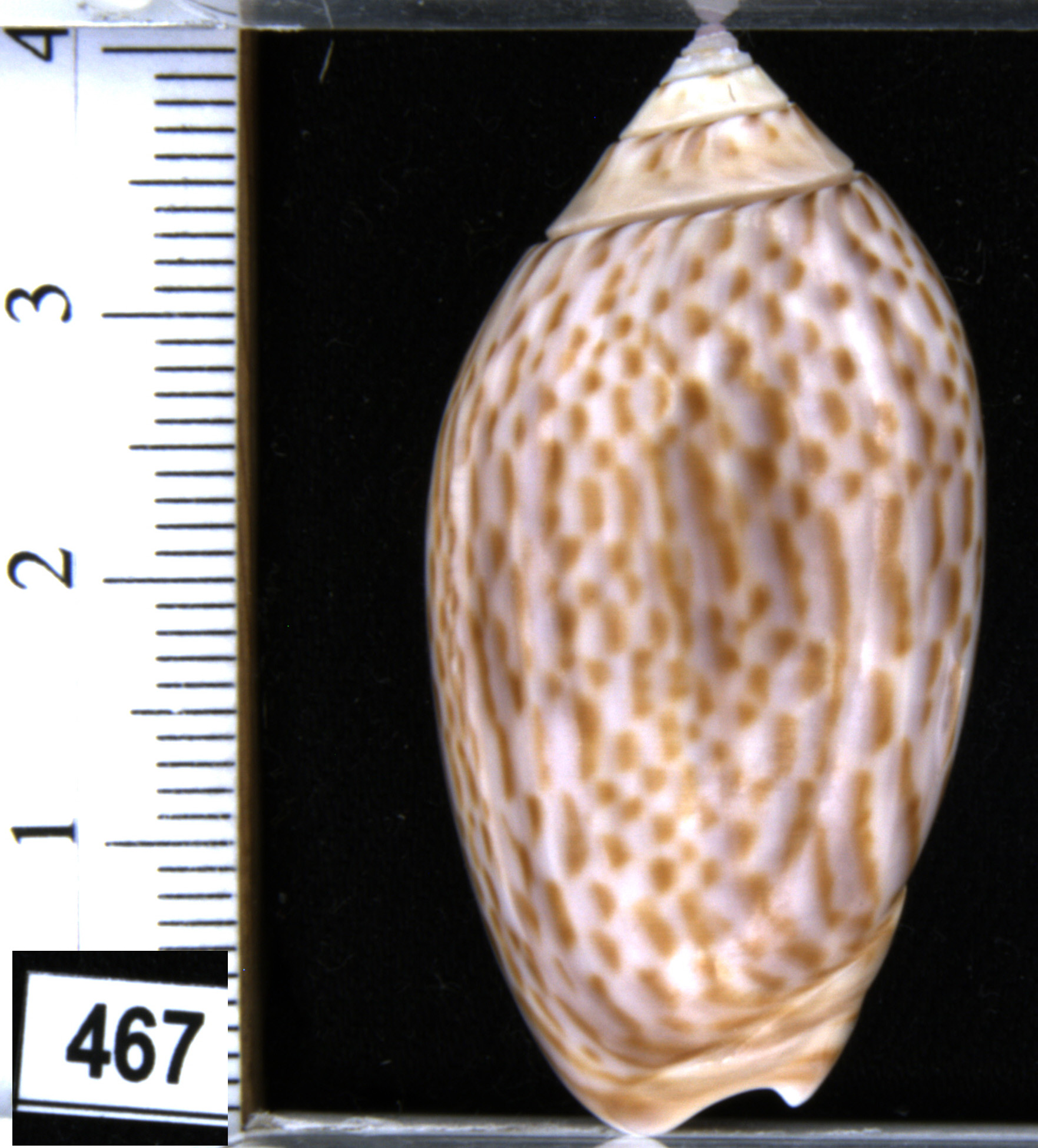
Oliva (Felicioliva) peruviana Lamarck, 1811, vista dorsale - Peru
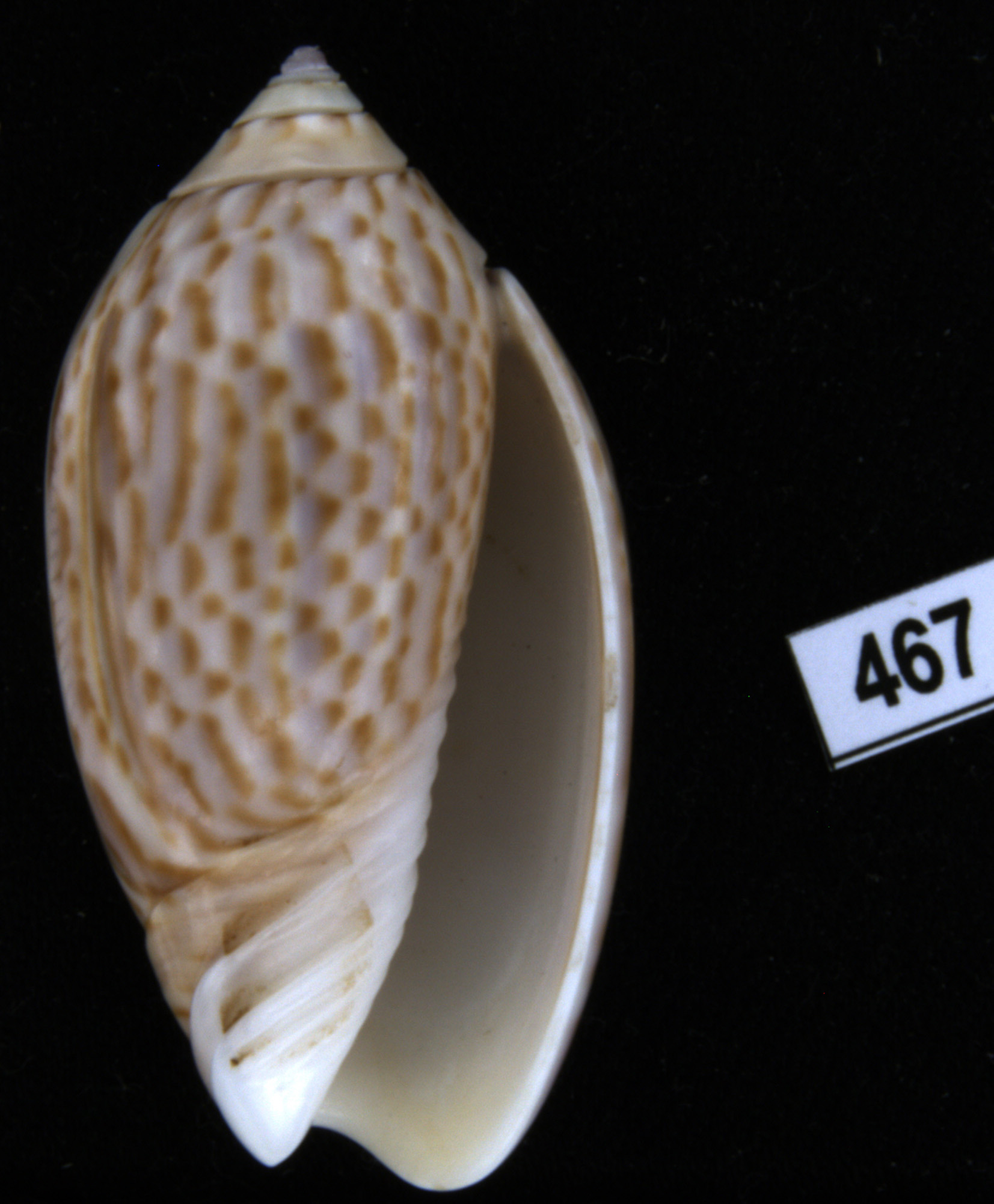
Oliva (Felicioliva) peruviana Lamarck, 1811, vista dorsale - Peru
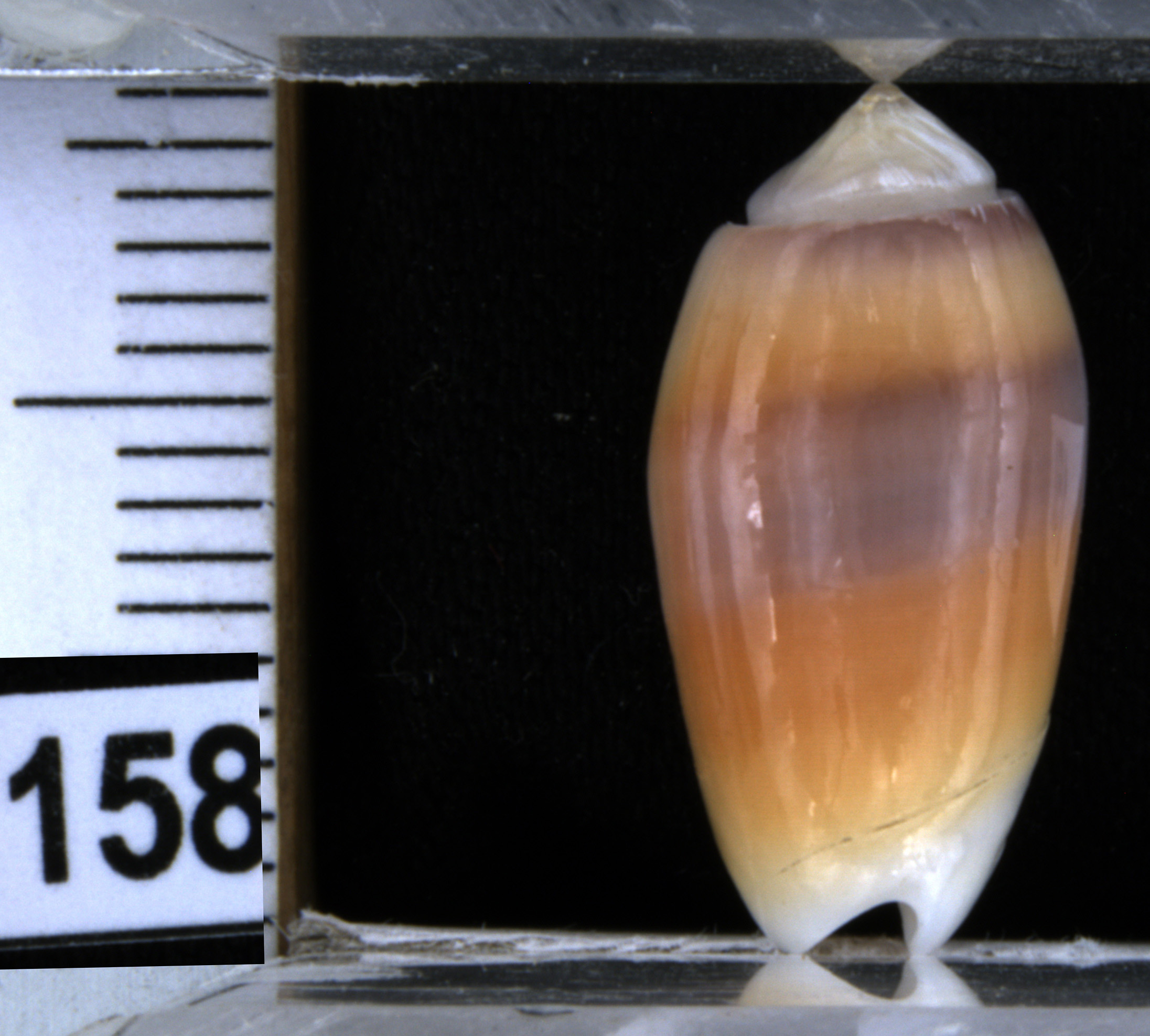
Oliva (Galeolella) carneola f. trichroma Dautzenberg, 1927, vista dorsale - Palawan Island, Philippines
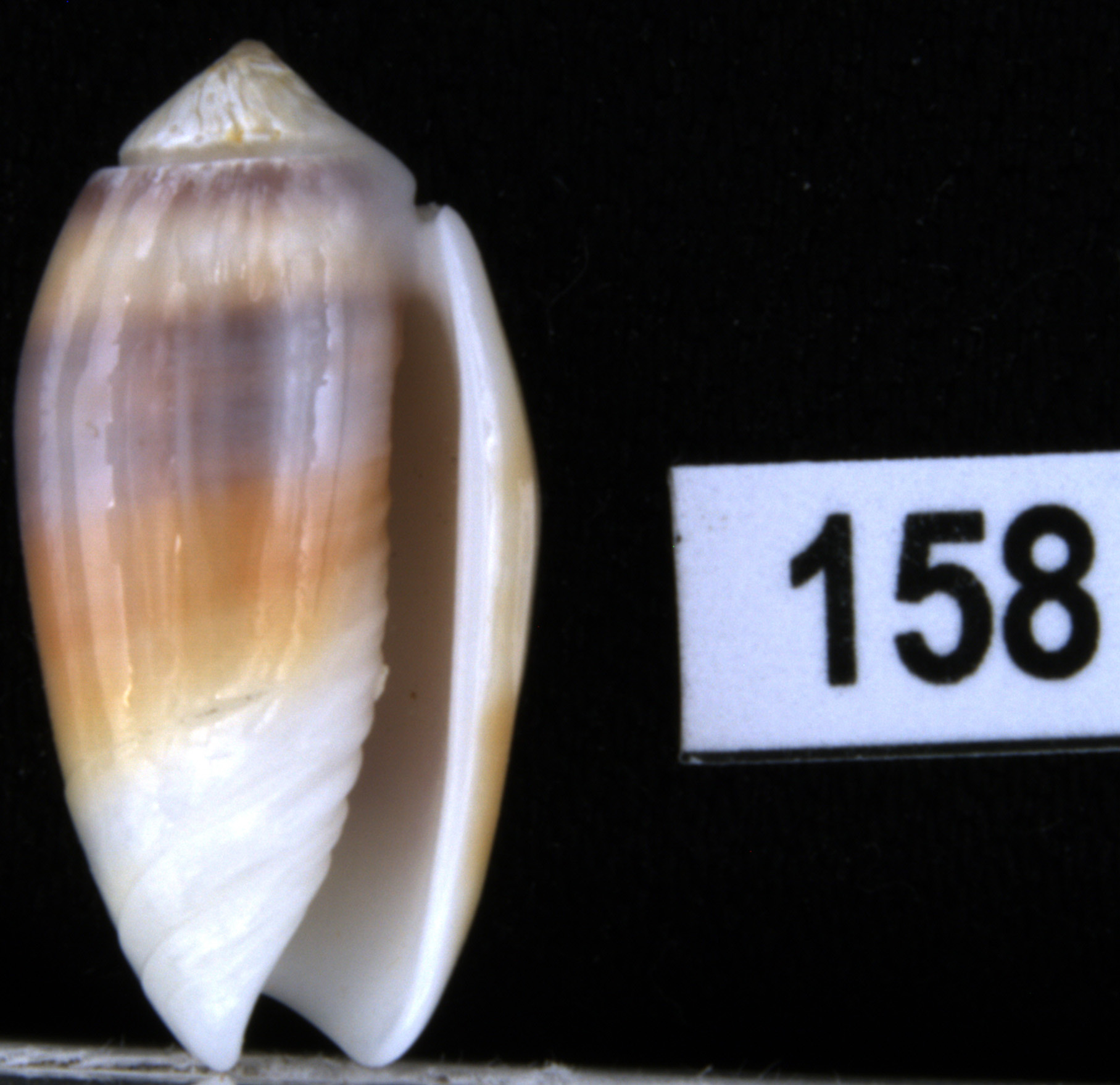
Oliva (Galeolella) carneola f. trichroma Dautzenberg, 1927, vista ventrale - Palawan Island, Philippines
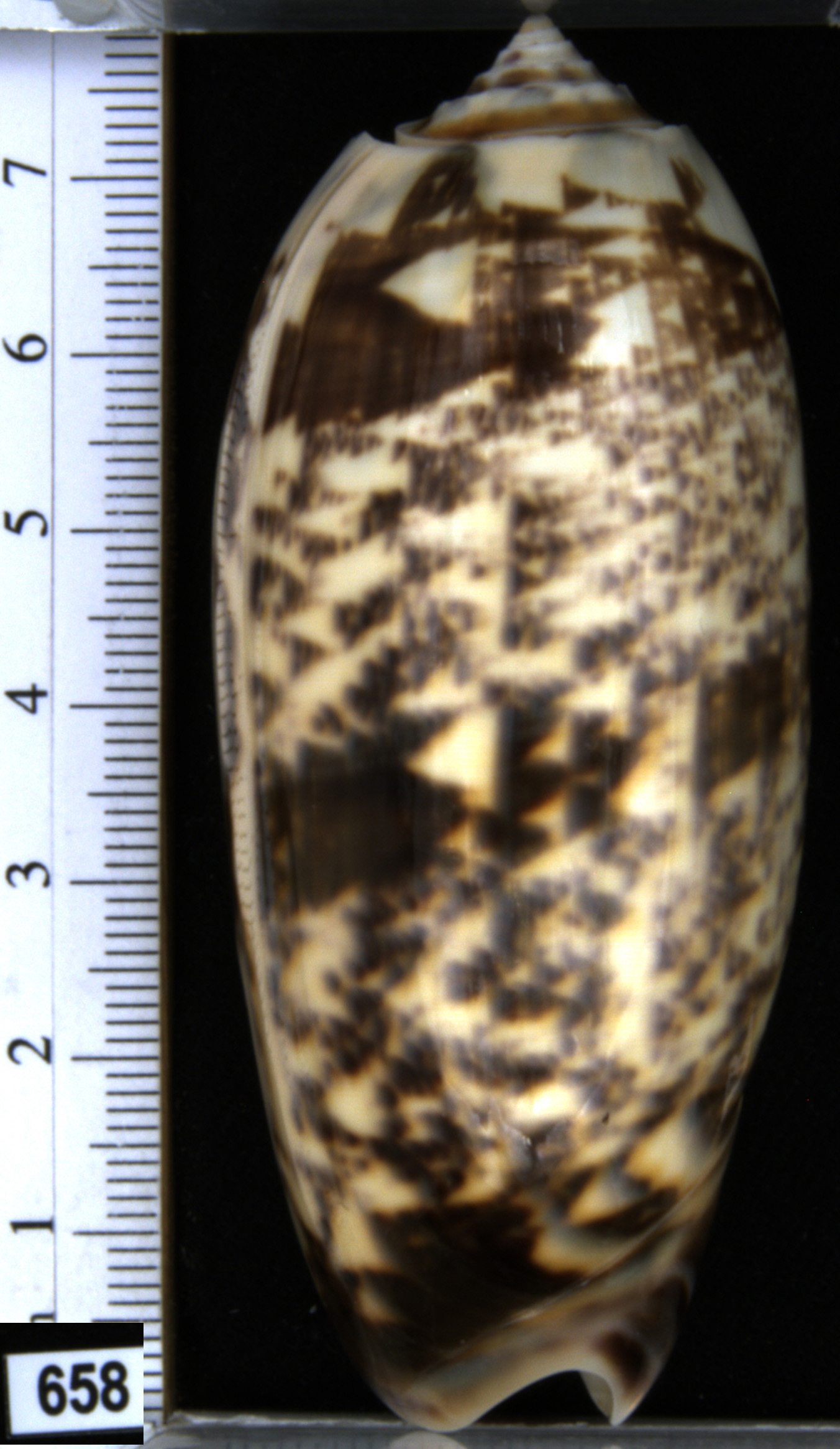
Oliva (Miniaceoliva) miniacea (Röding, 1798), vista dorsale - Andaman Sea, Thailand
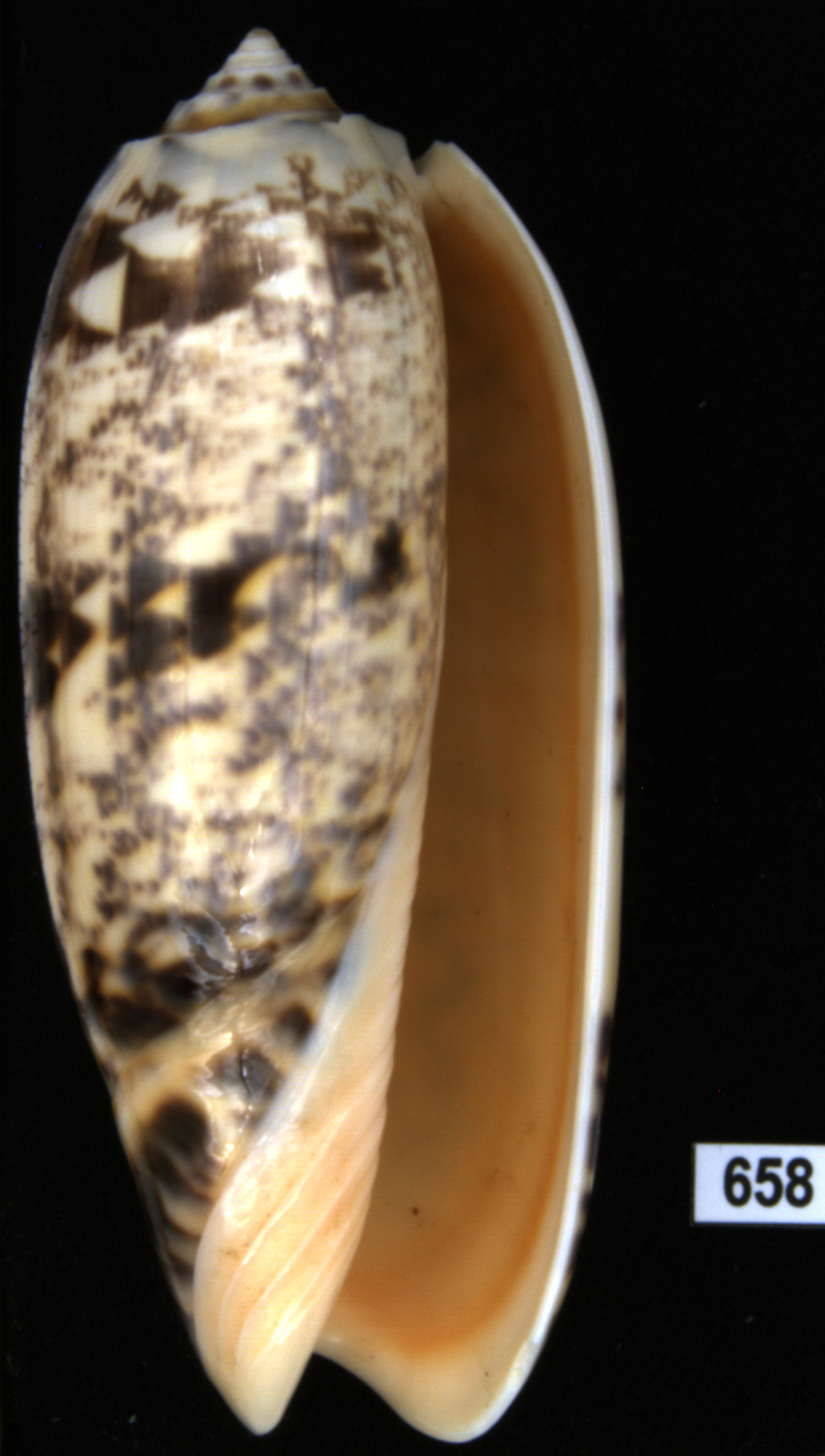
Oliva (Miniaceoliva) miniacea (Röding, 1798), vista ventrale - Andaman Sea, Thailand
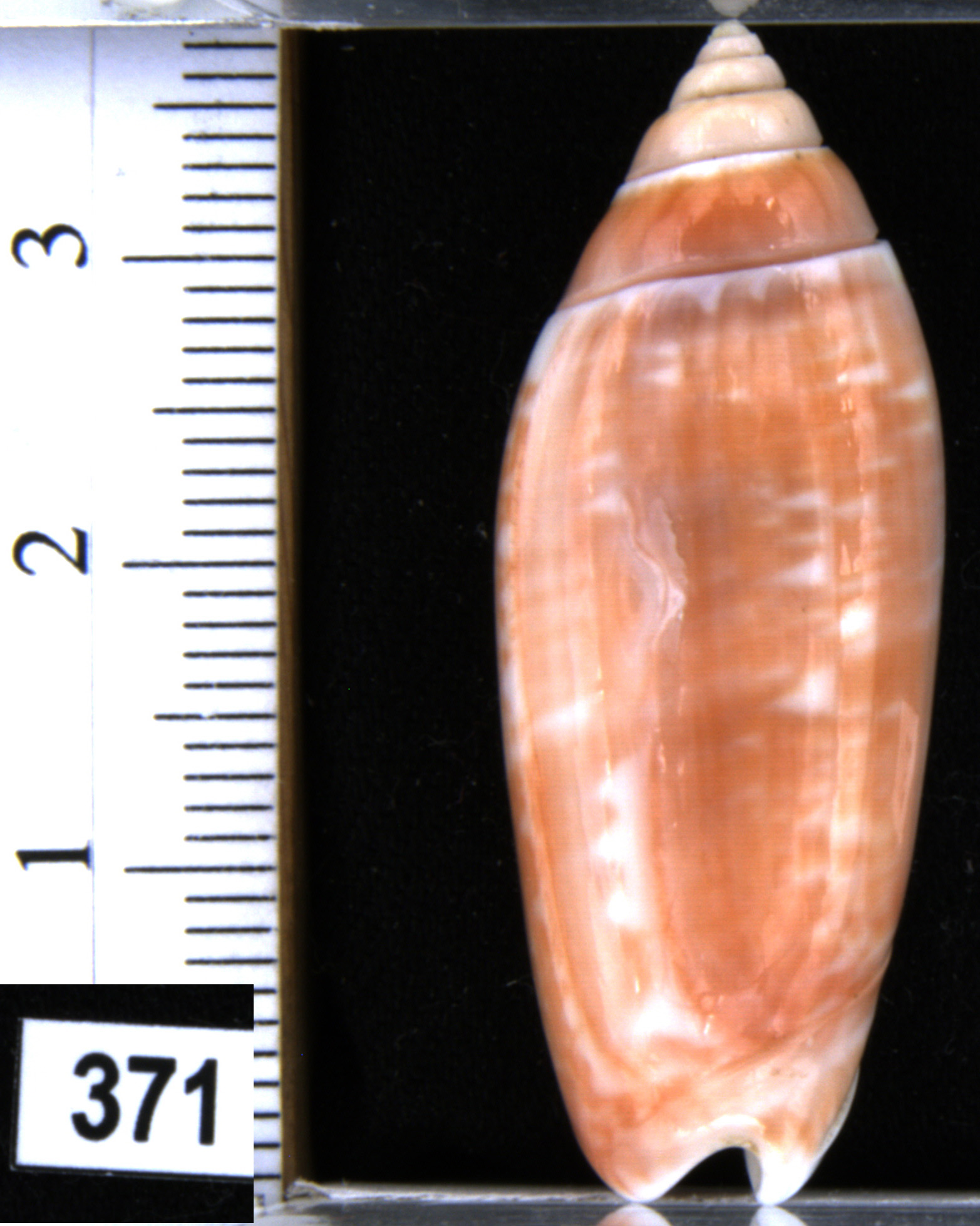
Oliva  (Multiplicoliva) multiplicata Reeve, 1850, vista dorsale - Taiwan Strait
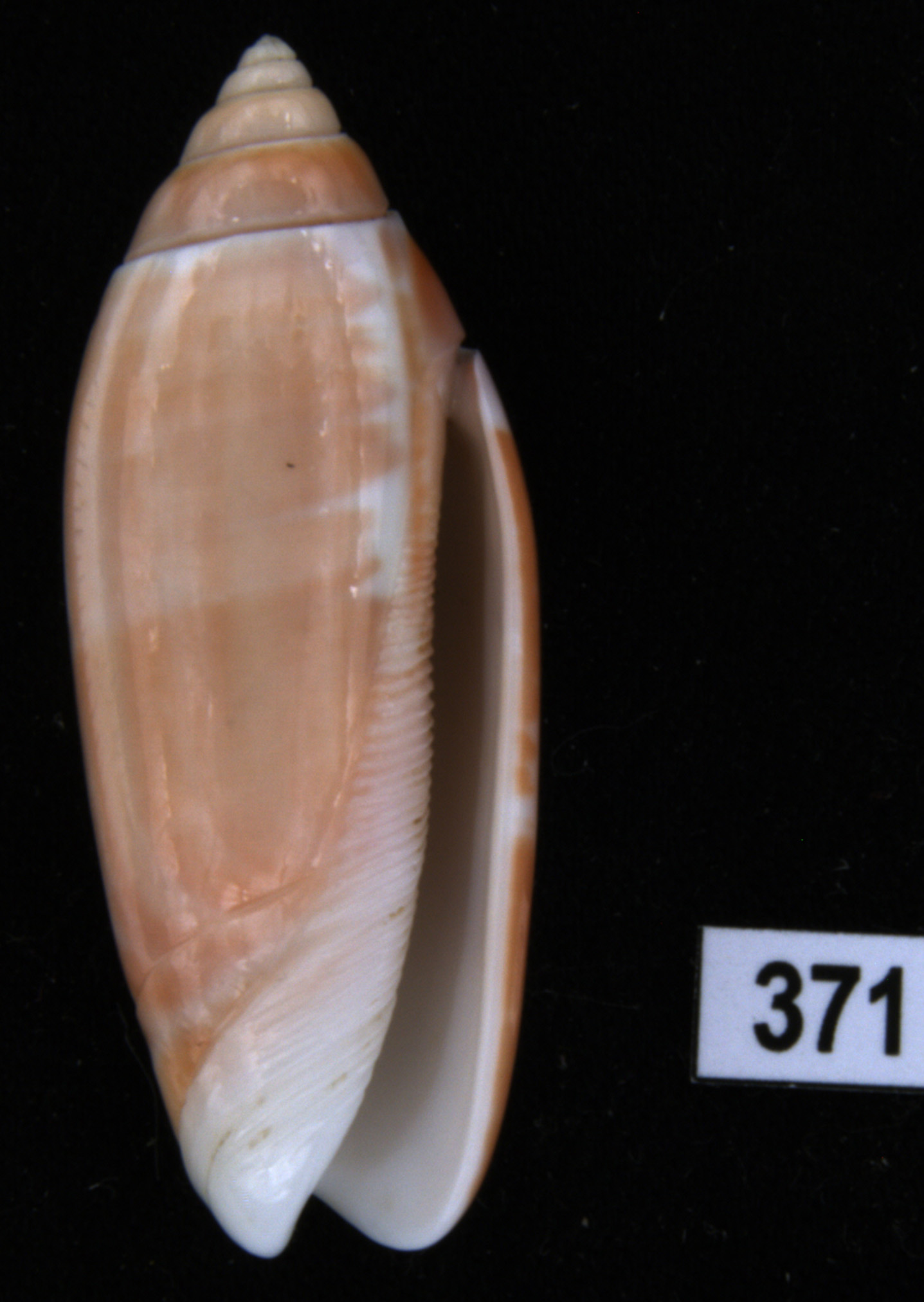
Oliva  (Multiplicoliva) multiplicata Reeve, 1850, vista ventrale - Taiwan Strait
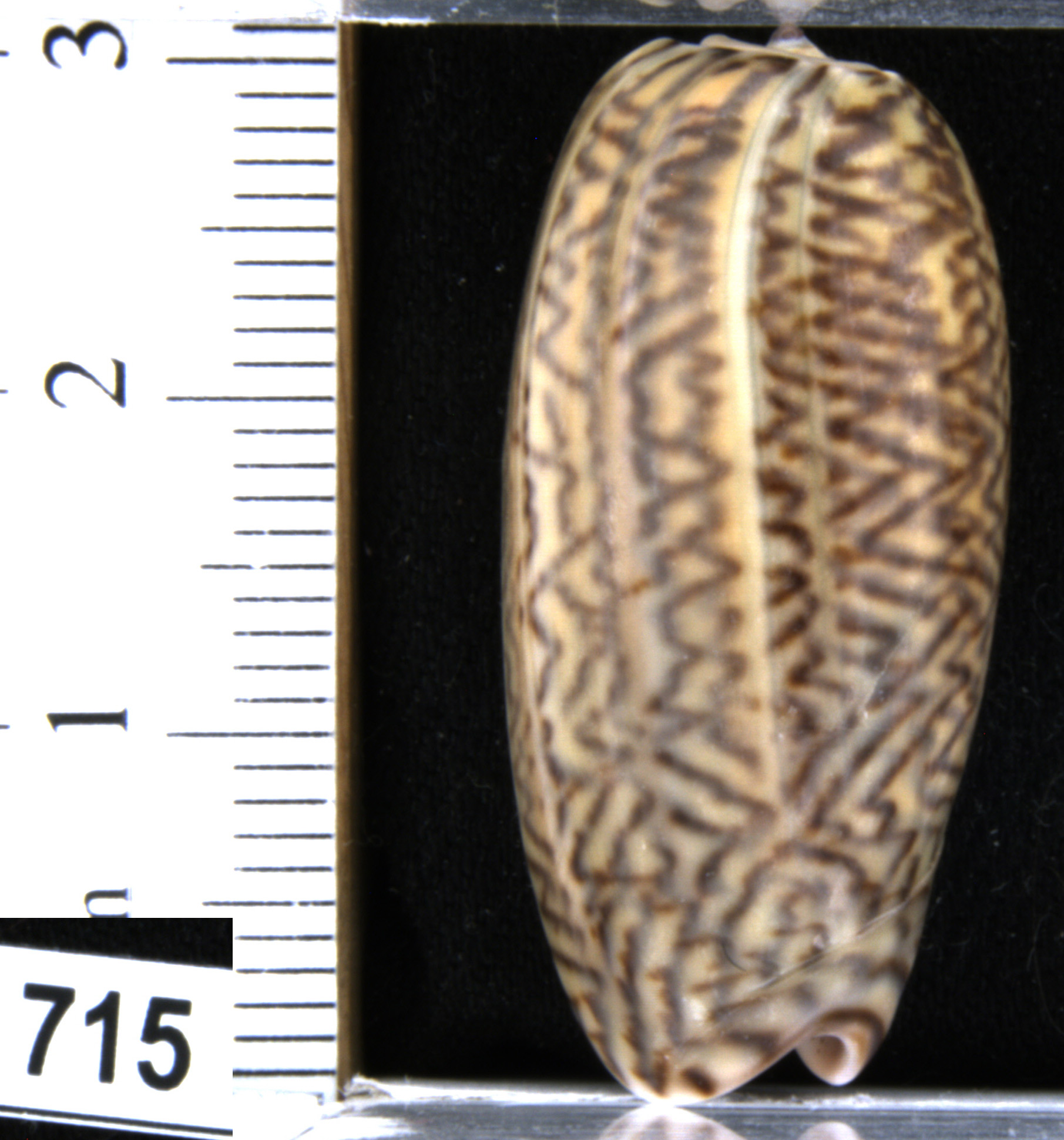
Oliva (Musteloliva) mustelina Lamarck, 1811, vista dorsale - South China Sea
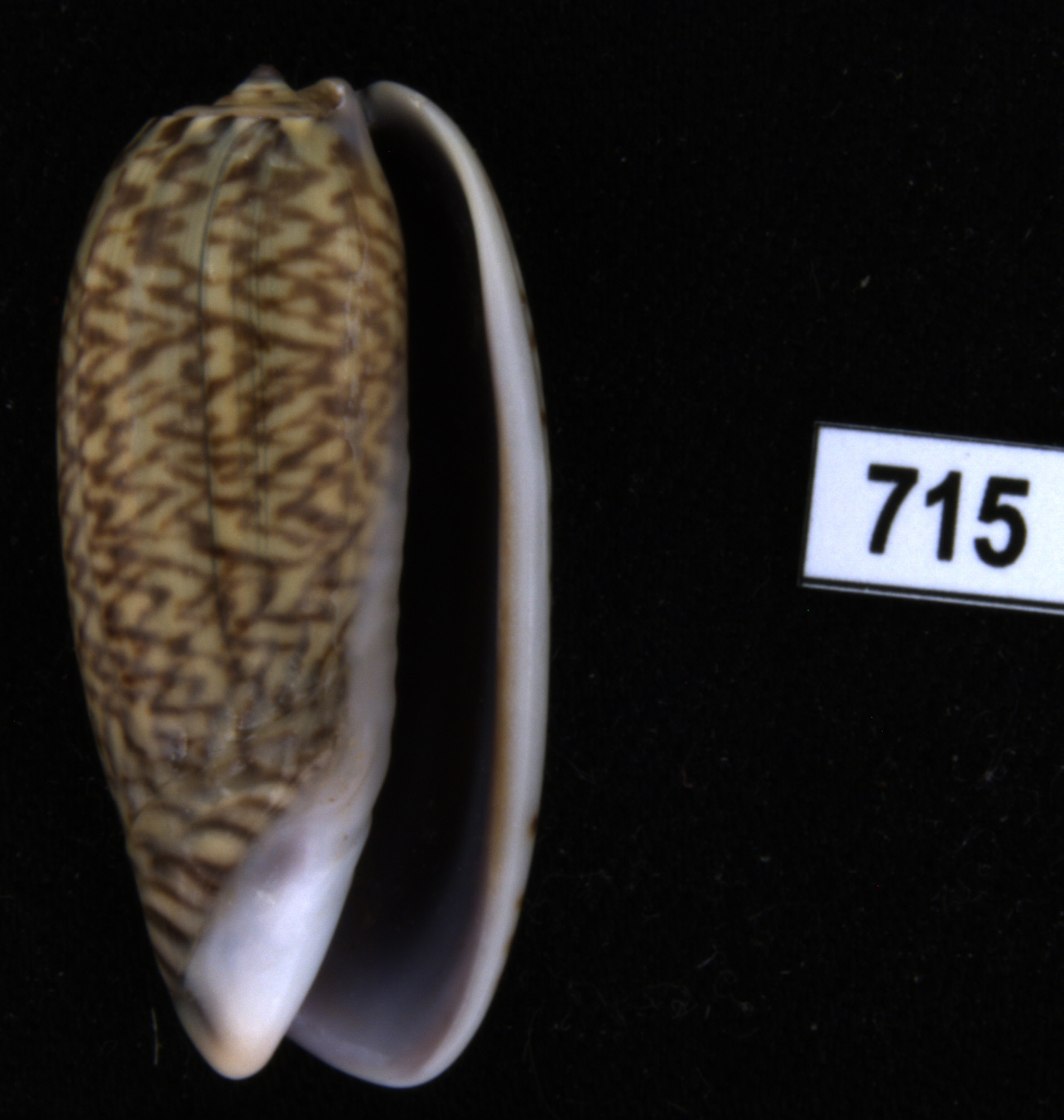
Oliva (Musteloliva) mustelina Lamarck, 1811, vista ventrale - South China Sea
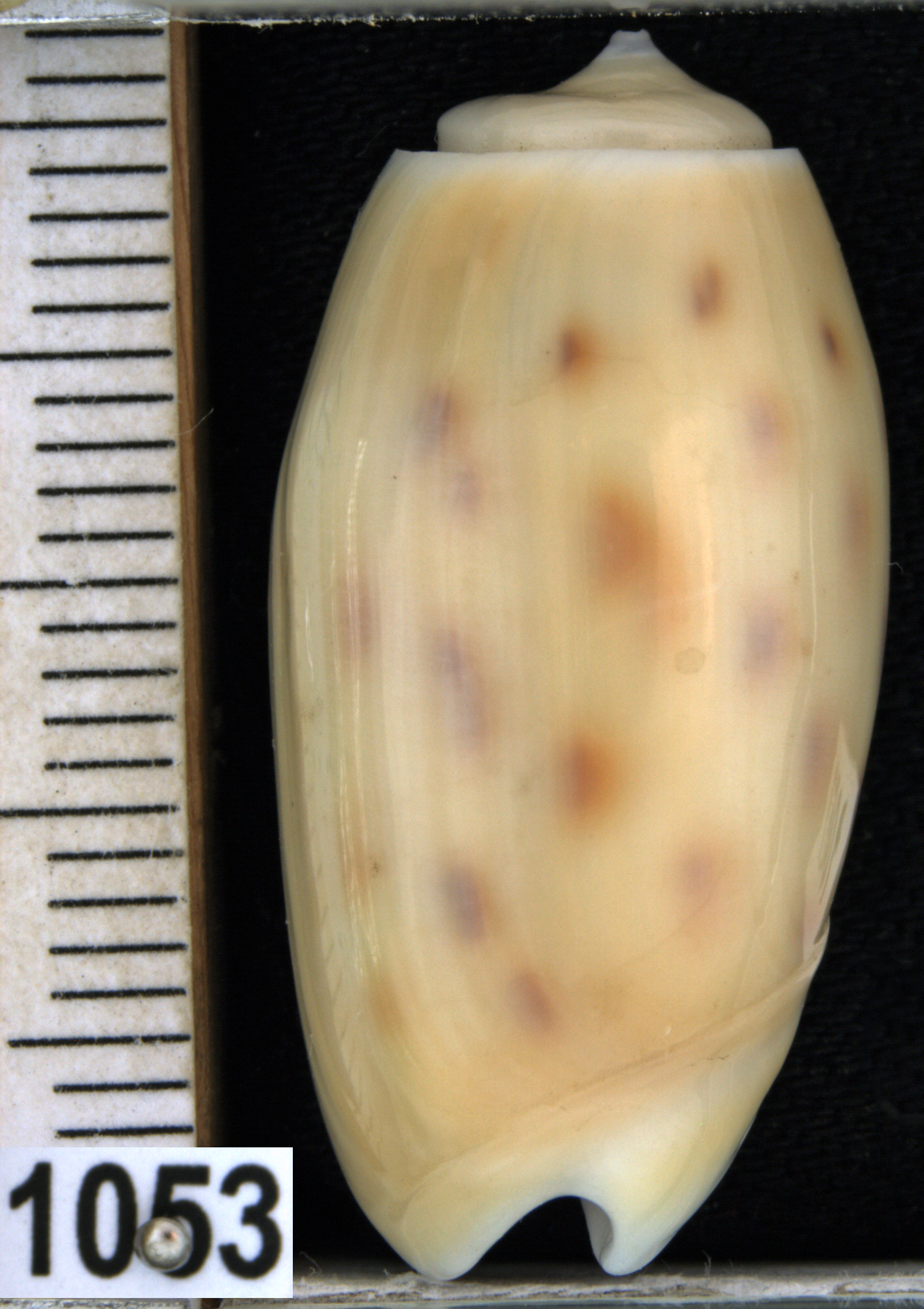
Oliva (Neocylindrus) tessellata Lamarck, 1811, vista dorsale - Lizard Island, Queensland, Australia
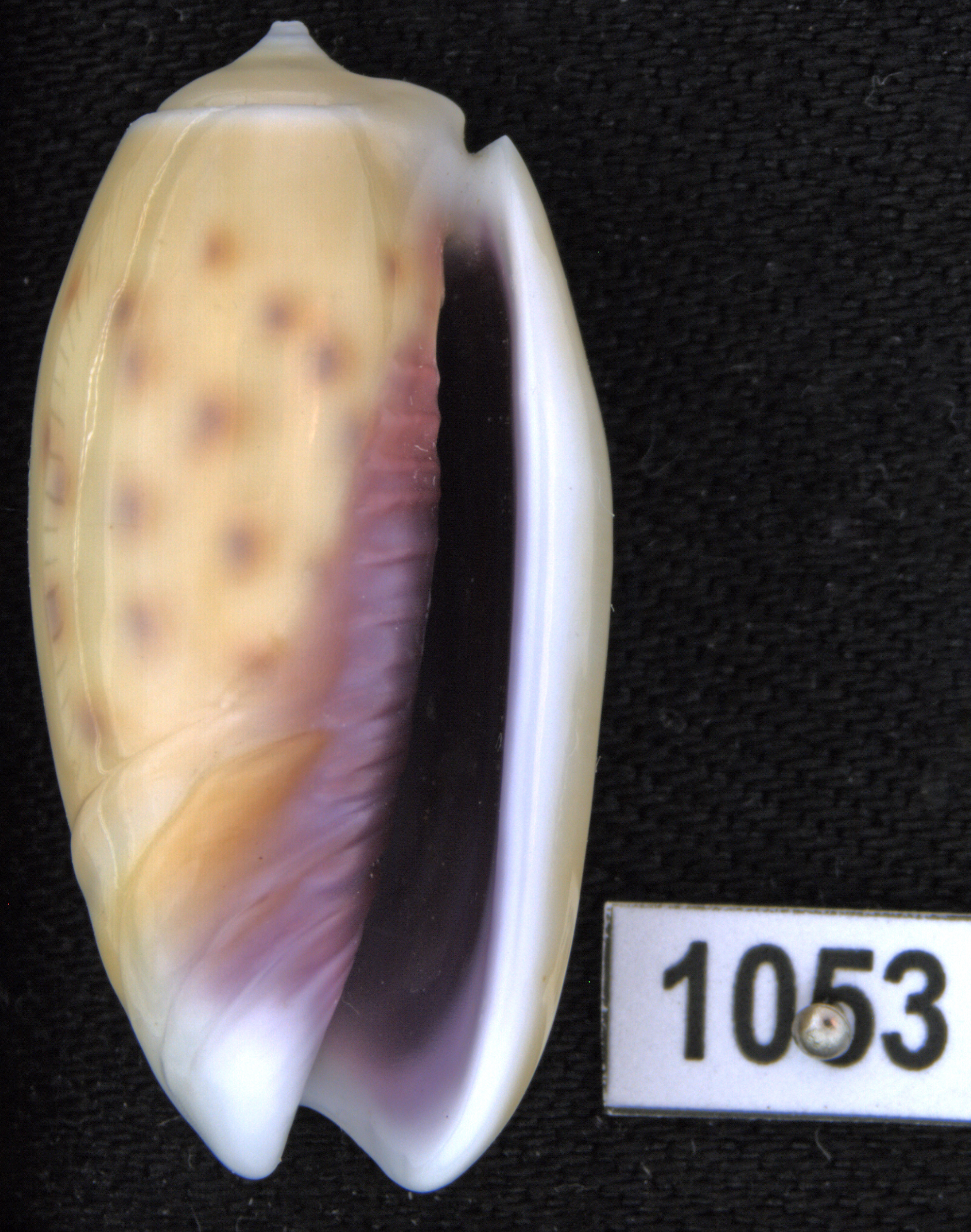
Oliva (Neocylindrus) tessellata Lamarck, 1811, vista ventrale - Lizard Island, Queensland, Australia
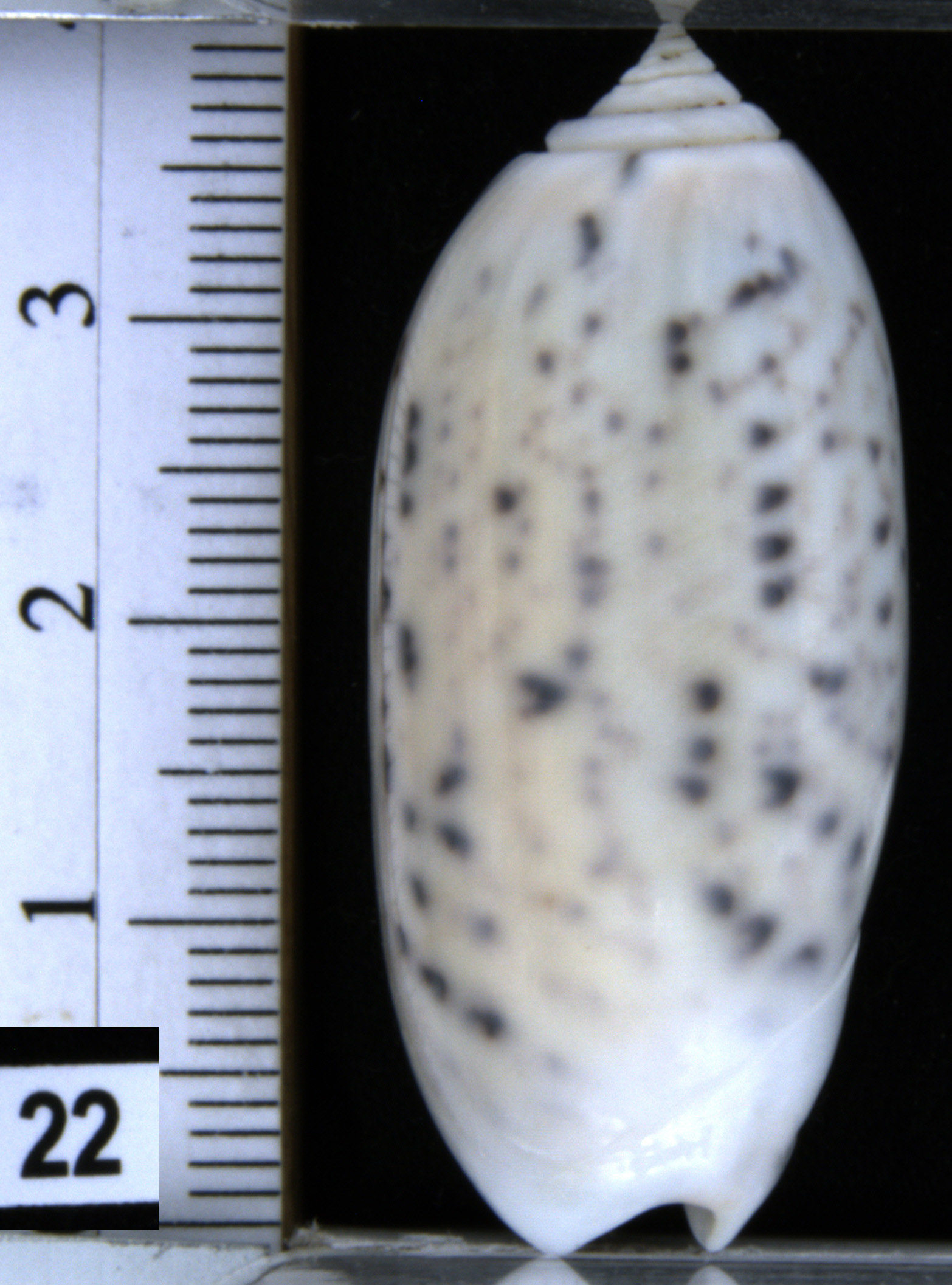
Oliva (Oliva) oliva Linnaeus, 1758, vista dorsale - Marakghanam, India
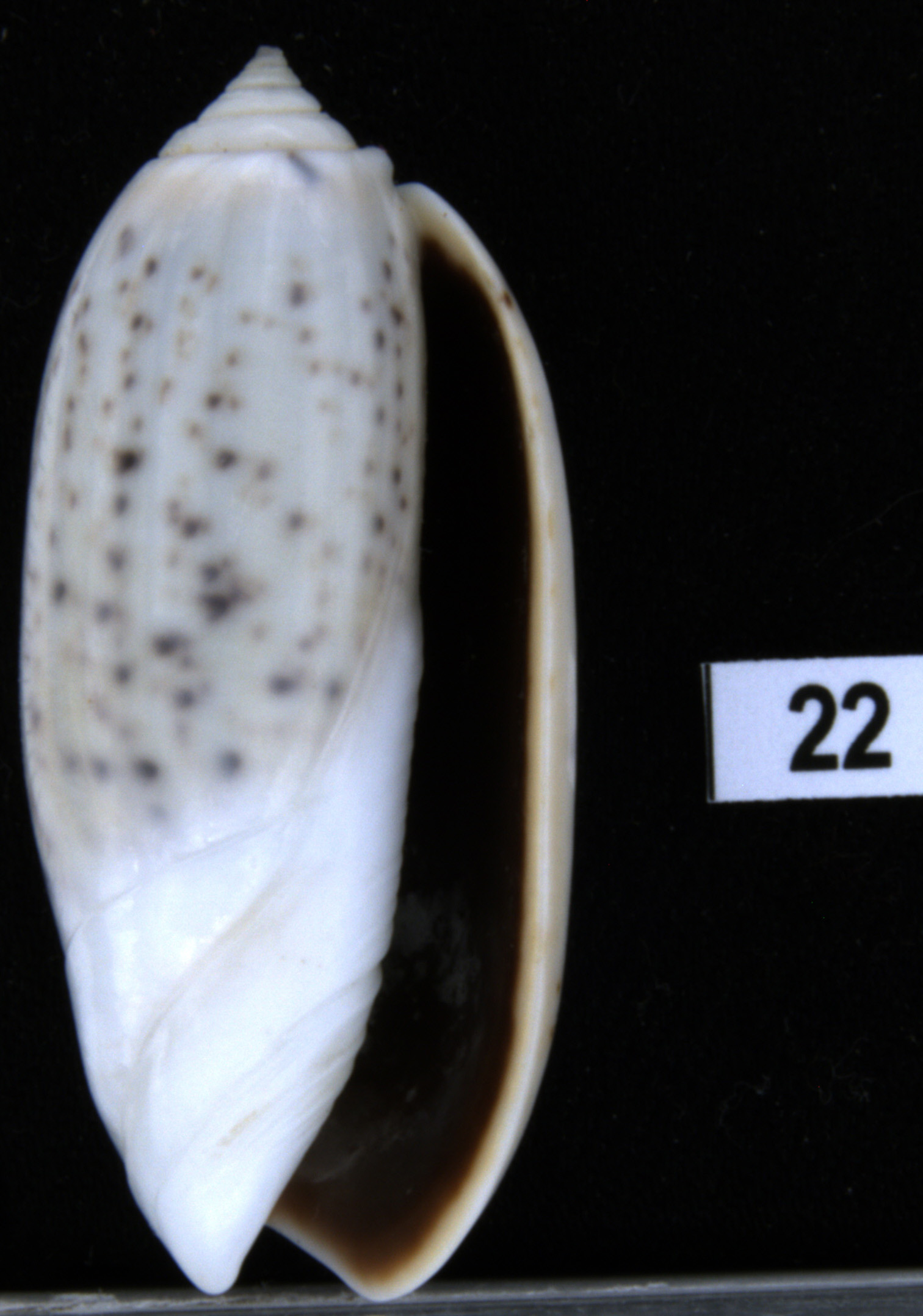
Oliva (Oliva) oliva Linnaeus, 1758, vista ventrale - Marakghanam, India
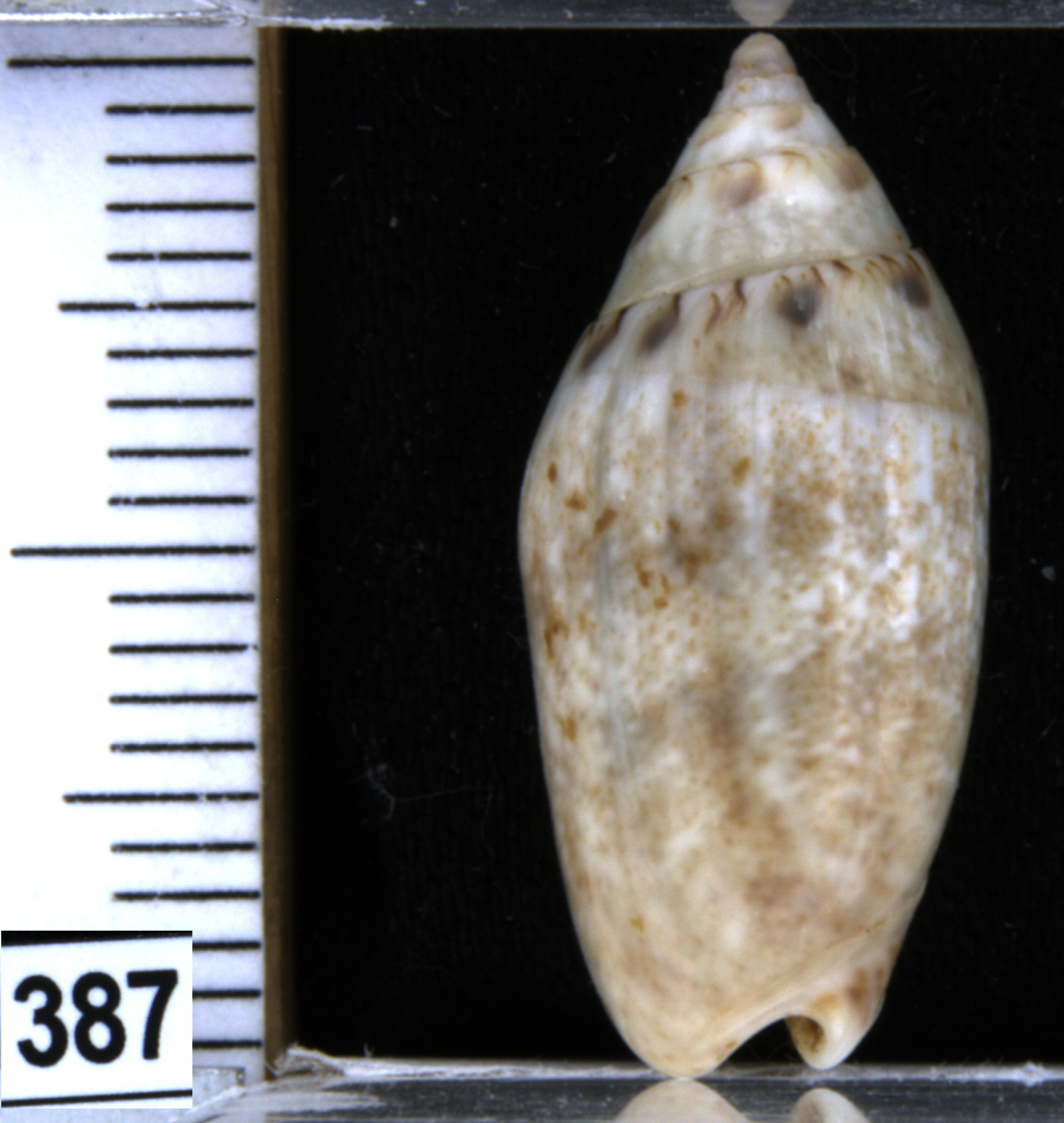
Oliva (Omogymna) ozodona ozodona Duclos, 1835, vista dorsale - Nuku Hiva, Marquesas
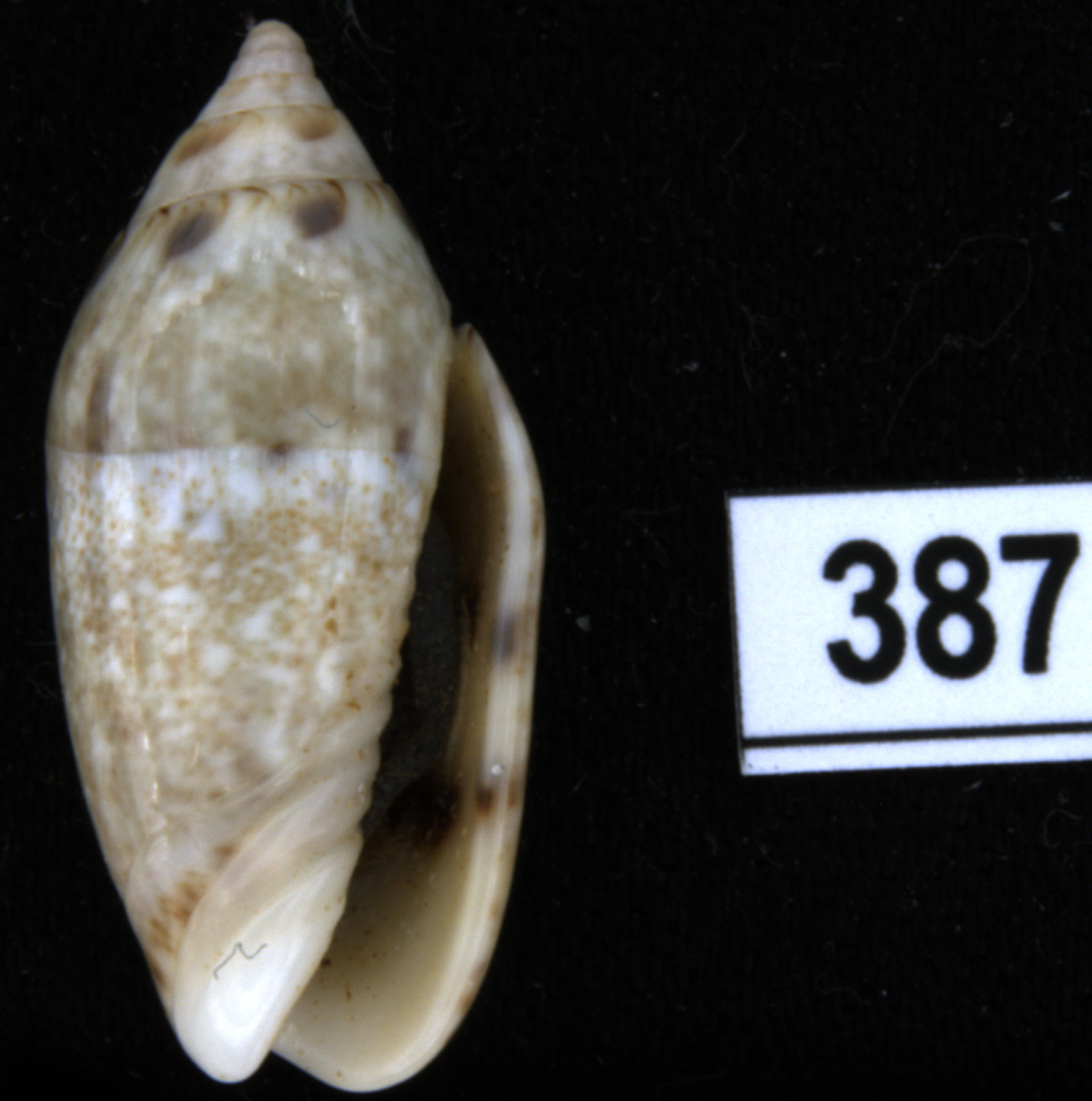
Oliva (Omogymna) ozodona ozodona Duclos, 1835, vista ventrale - Nuku Hiva, Marquesas
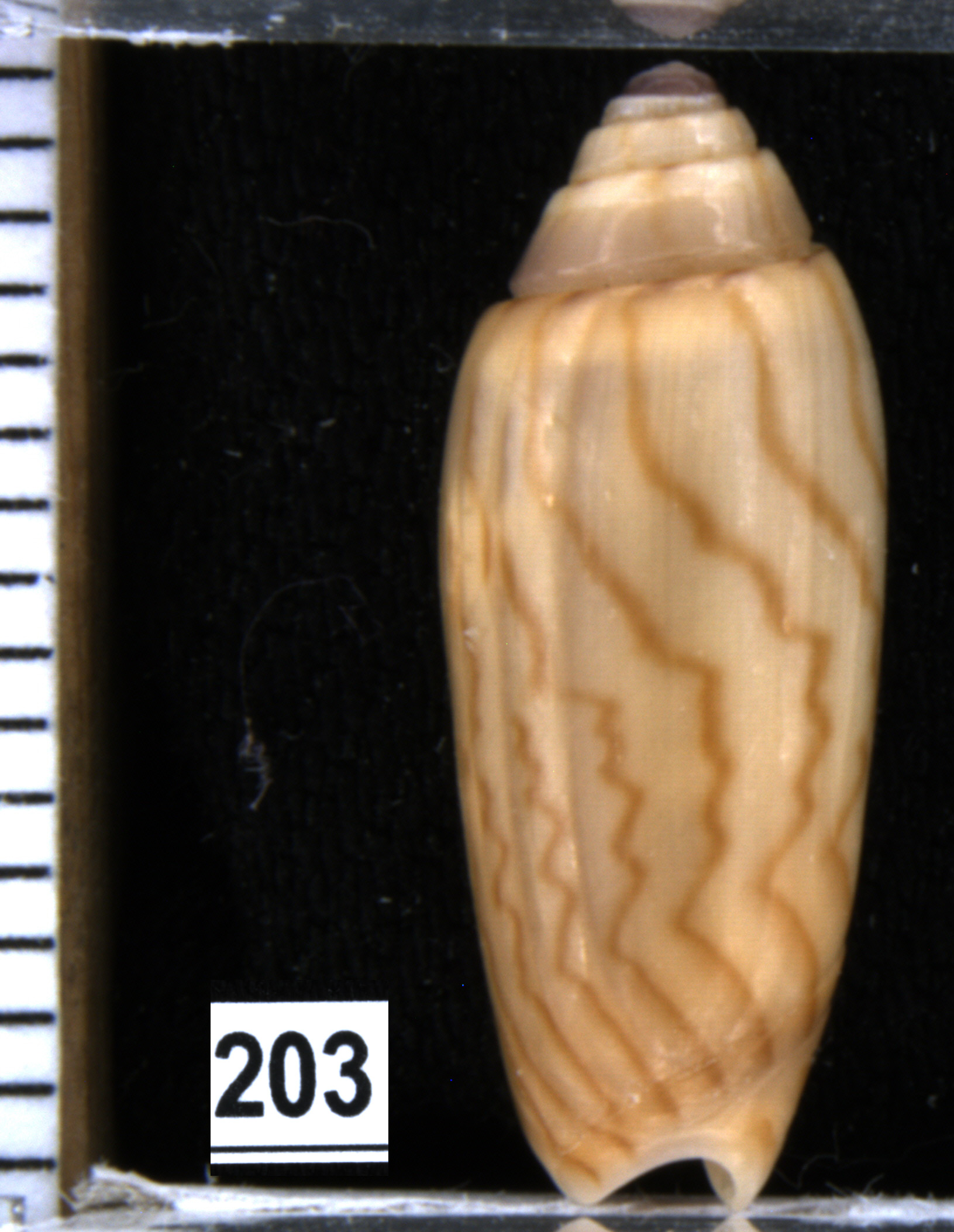
Oliva (Parvoliva) dubia Schepman, 1904, vista dorsale - Zamboanga del Sur, Philippines
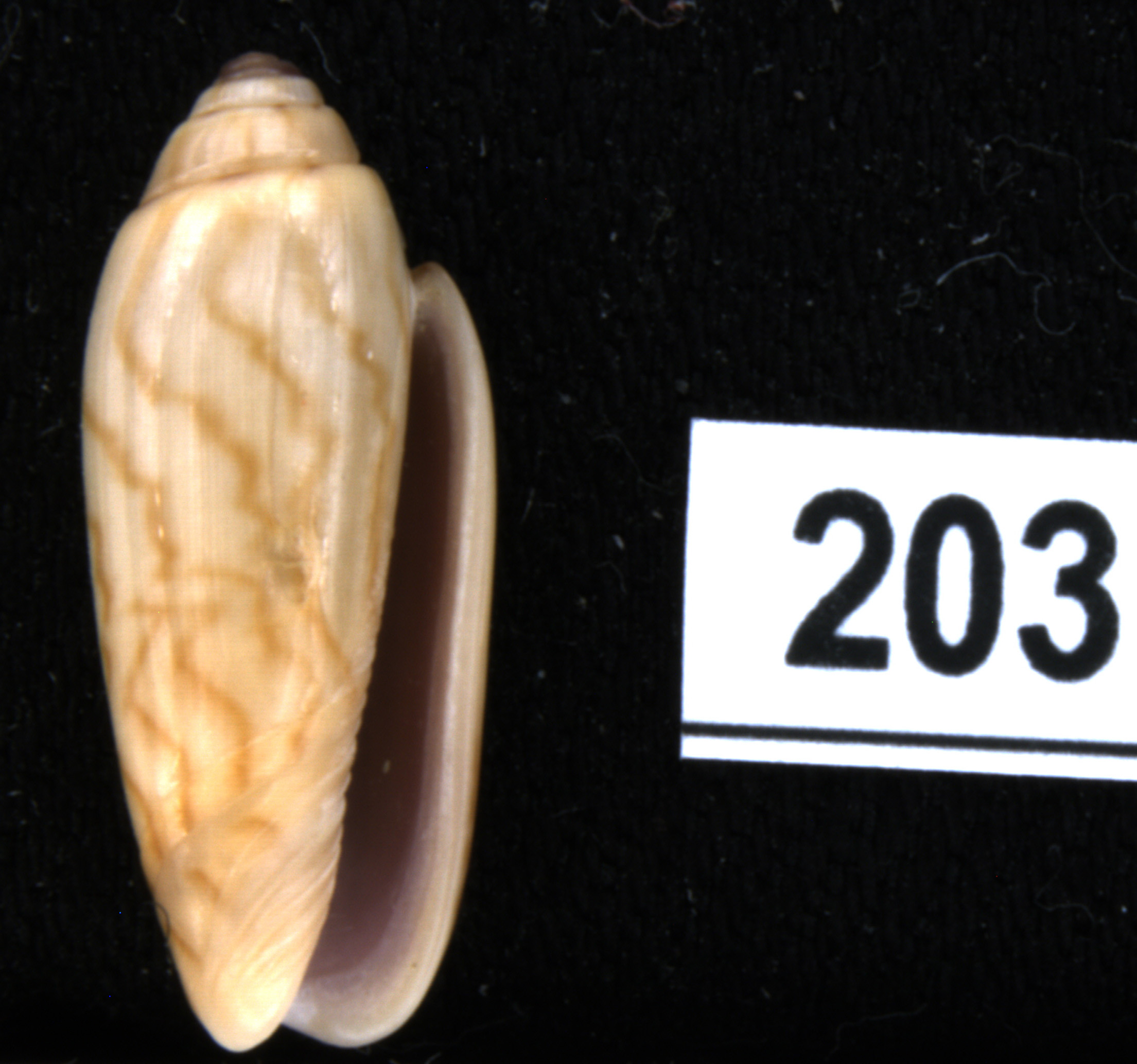
Oliva (Parvoliva) dubia Schepman, 1904, vista ventrale - Zamboanga del Sur, Philippines
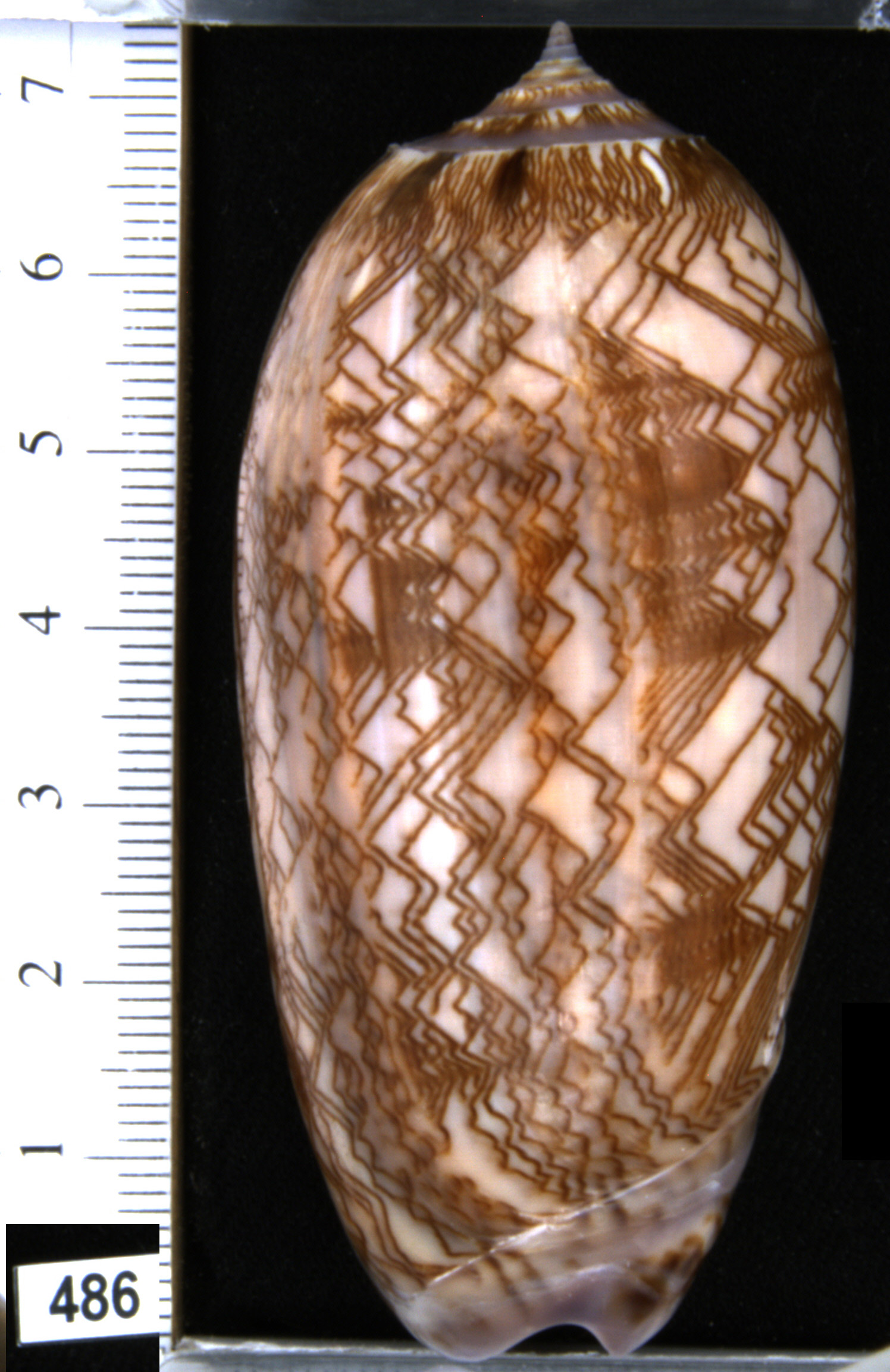
Oliva (Porphyria) porphyria (Linnaeus, 1758), vista dorsale - Cebaco Island, West Panama
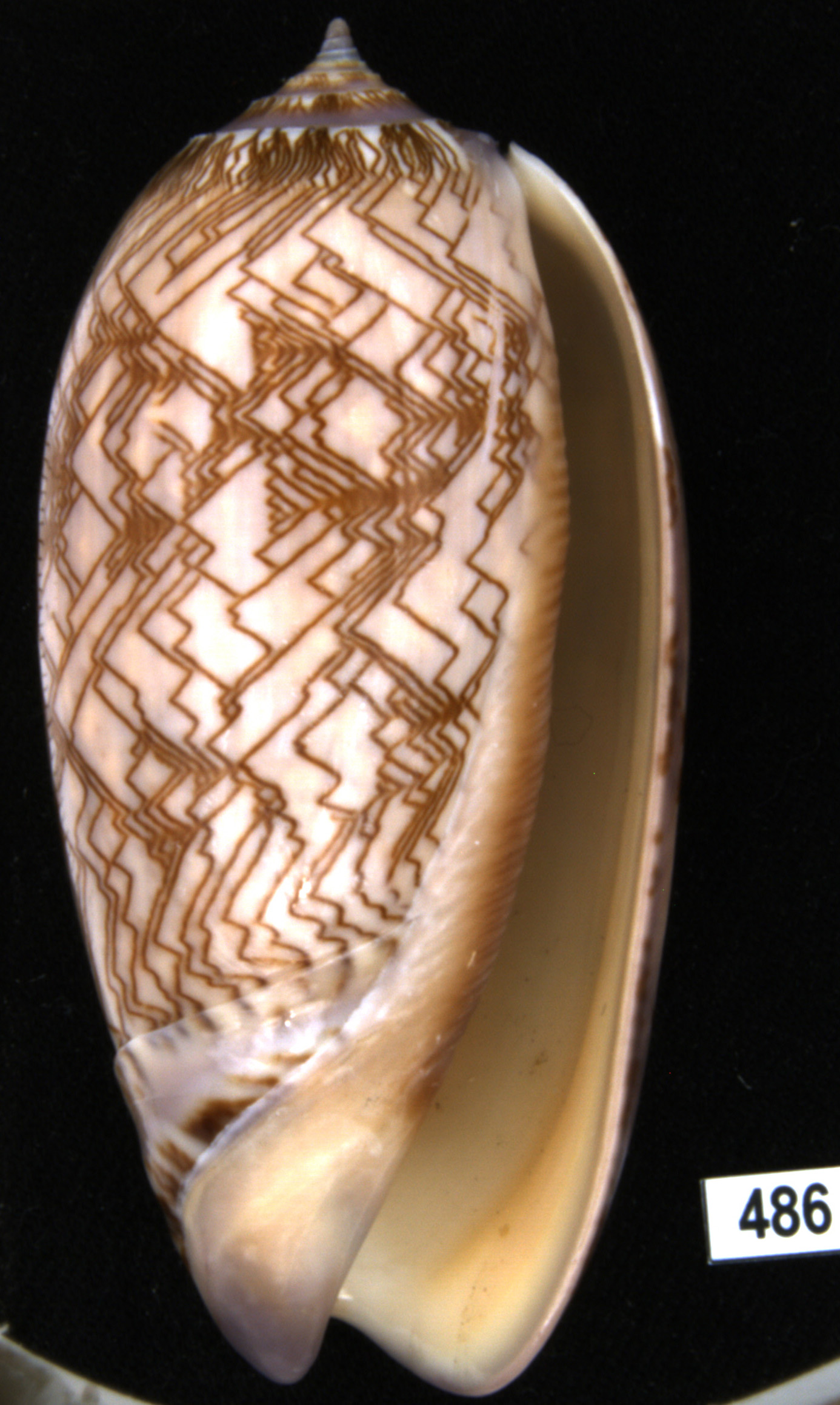
Oliva (Porphyria) porphyria (Linnaeus, 1758), vista ventrale - Cebaco Island, West Panama
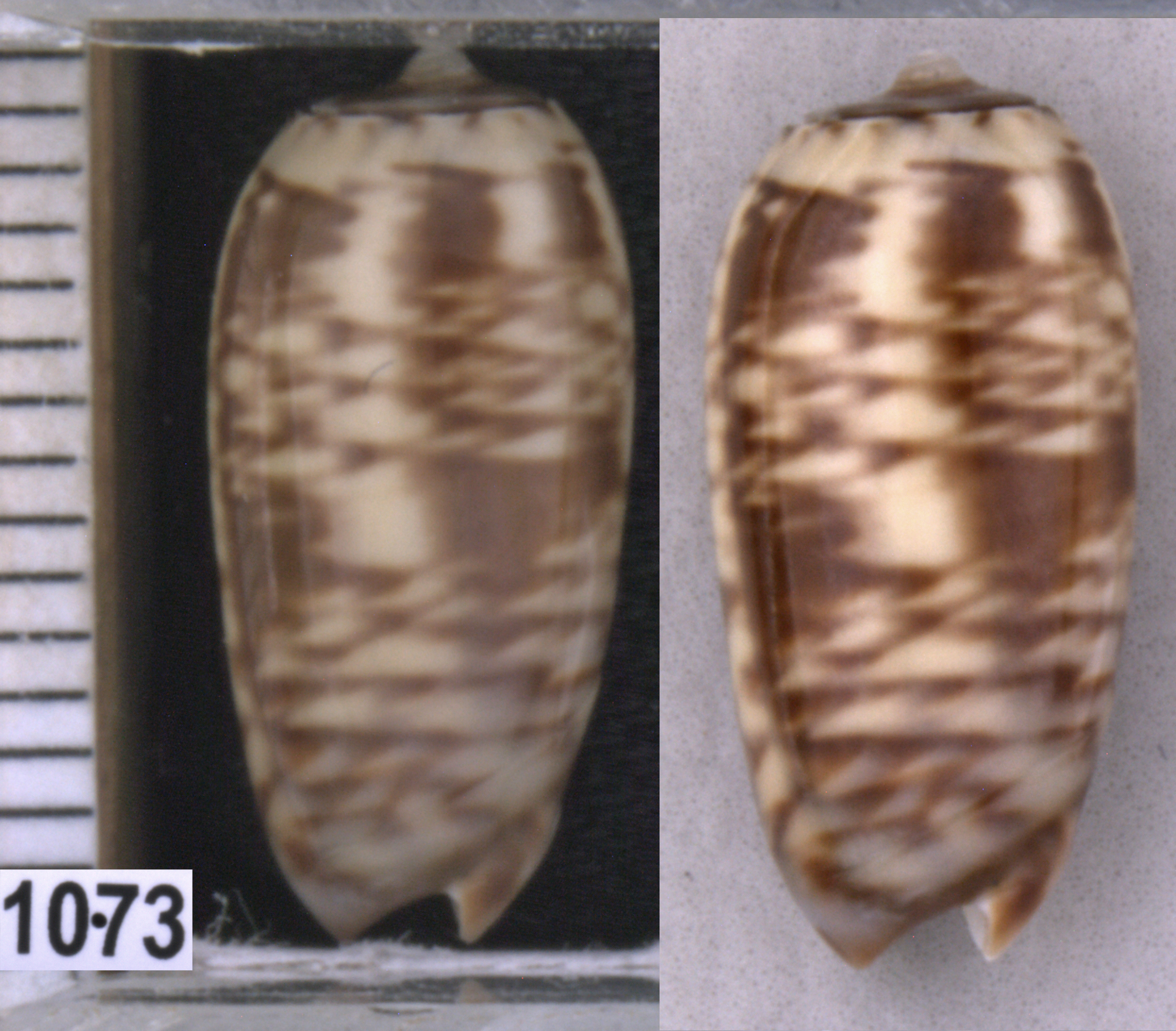
Oliva (Proxoliva) athenia Duclos, 1840, vista dorsale - Probolinggo, East Java, Indonesia
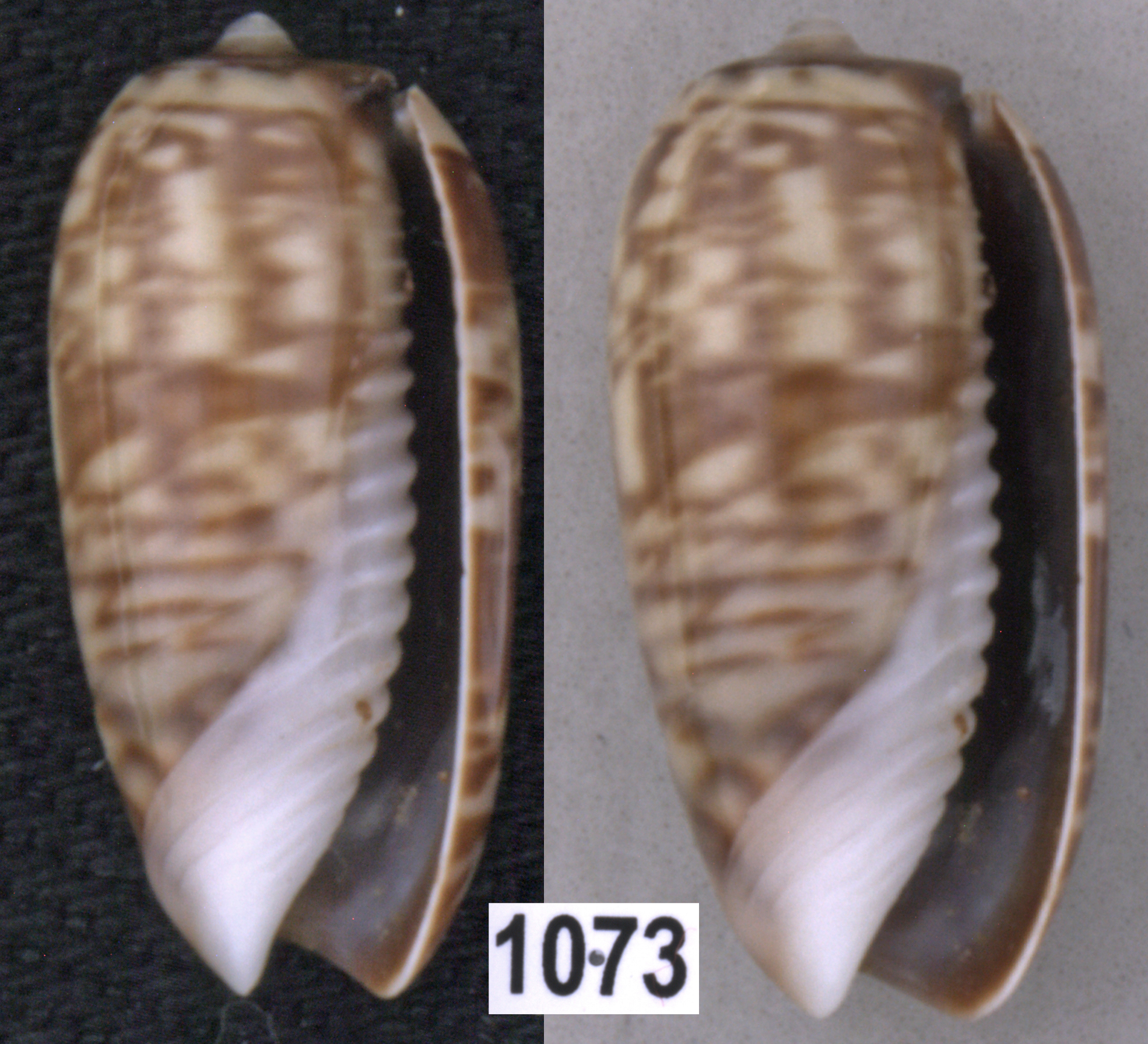
Oliva (Proxoliva) athenia Duclos, 1840, vista ventrale - Probolinggo, East Java, Indonesia
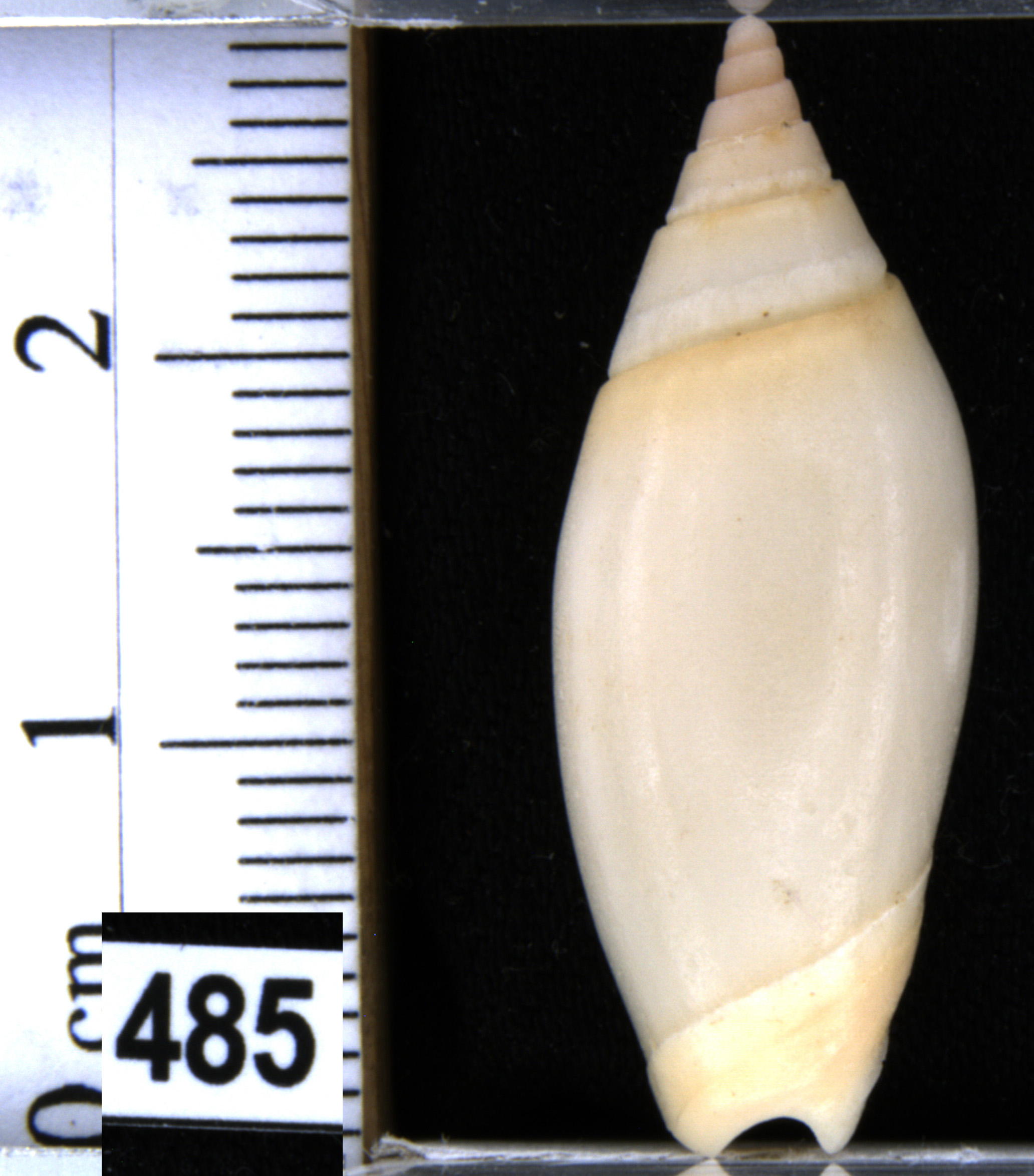
Oliva (Recourtoliva) poppei Sargent & Petuch, 1986, vista dorsale - Aliguay, Philippines
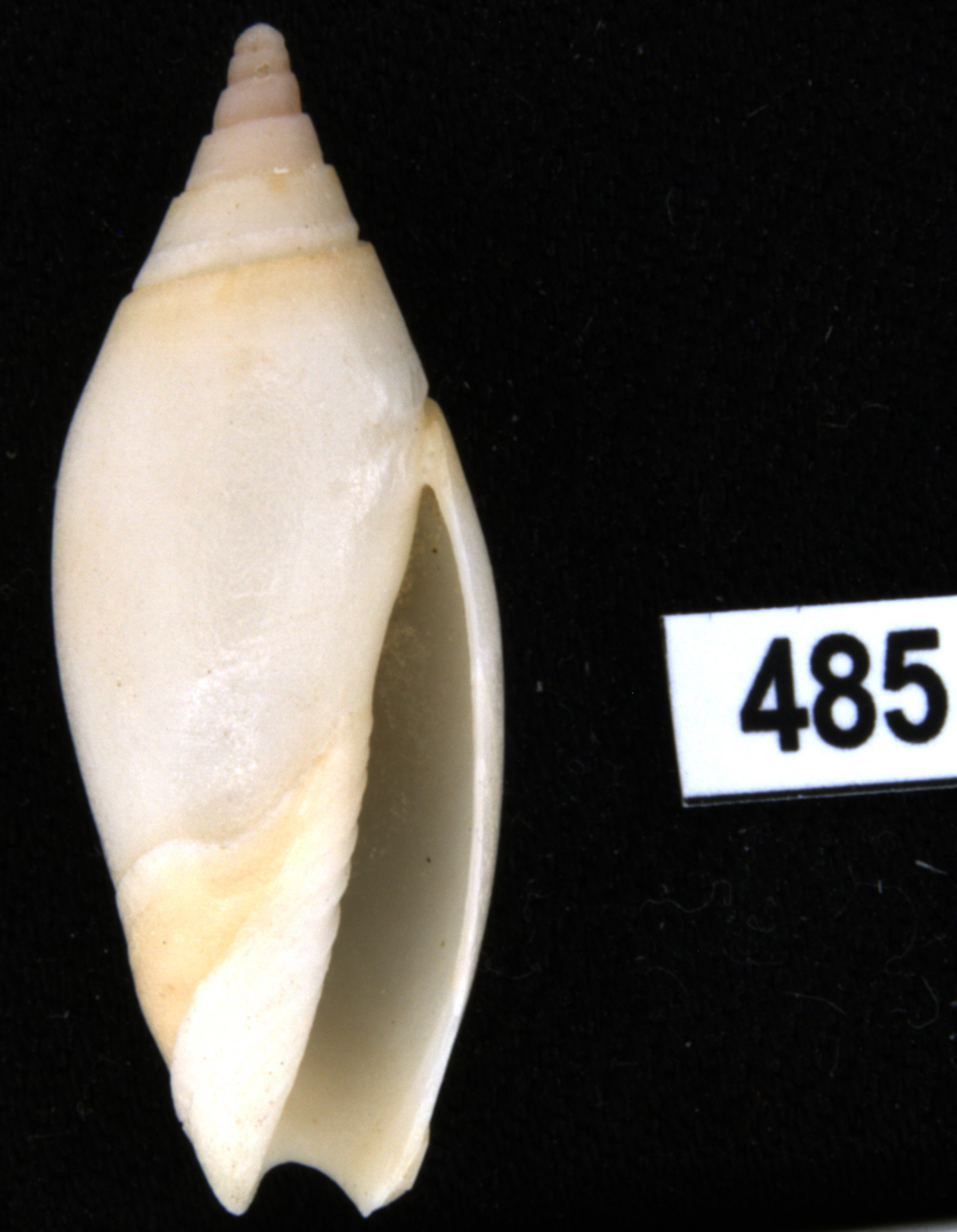
Oliva (Recourtoliva) poppei Sargent & Petuch, 1986, vista ventrale - Aliguay, Philippines
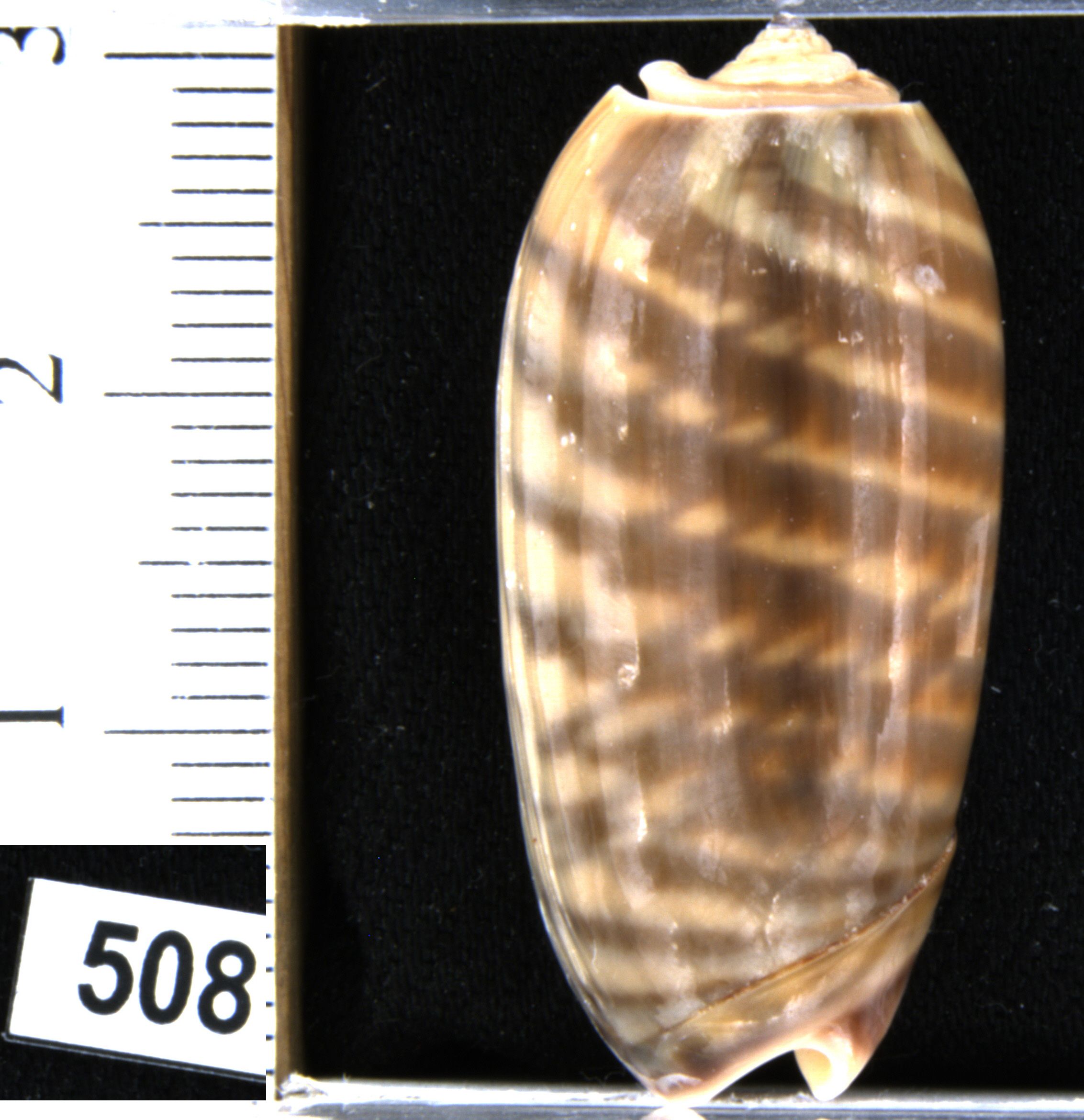
Oliva (Rufoliva) rufula Duclos, 1835, vista dorsale - Philippines
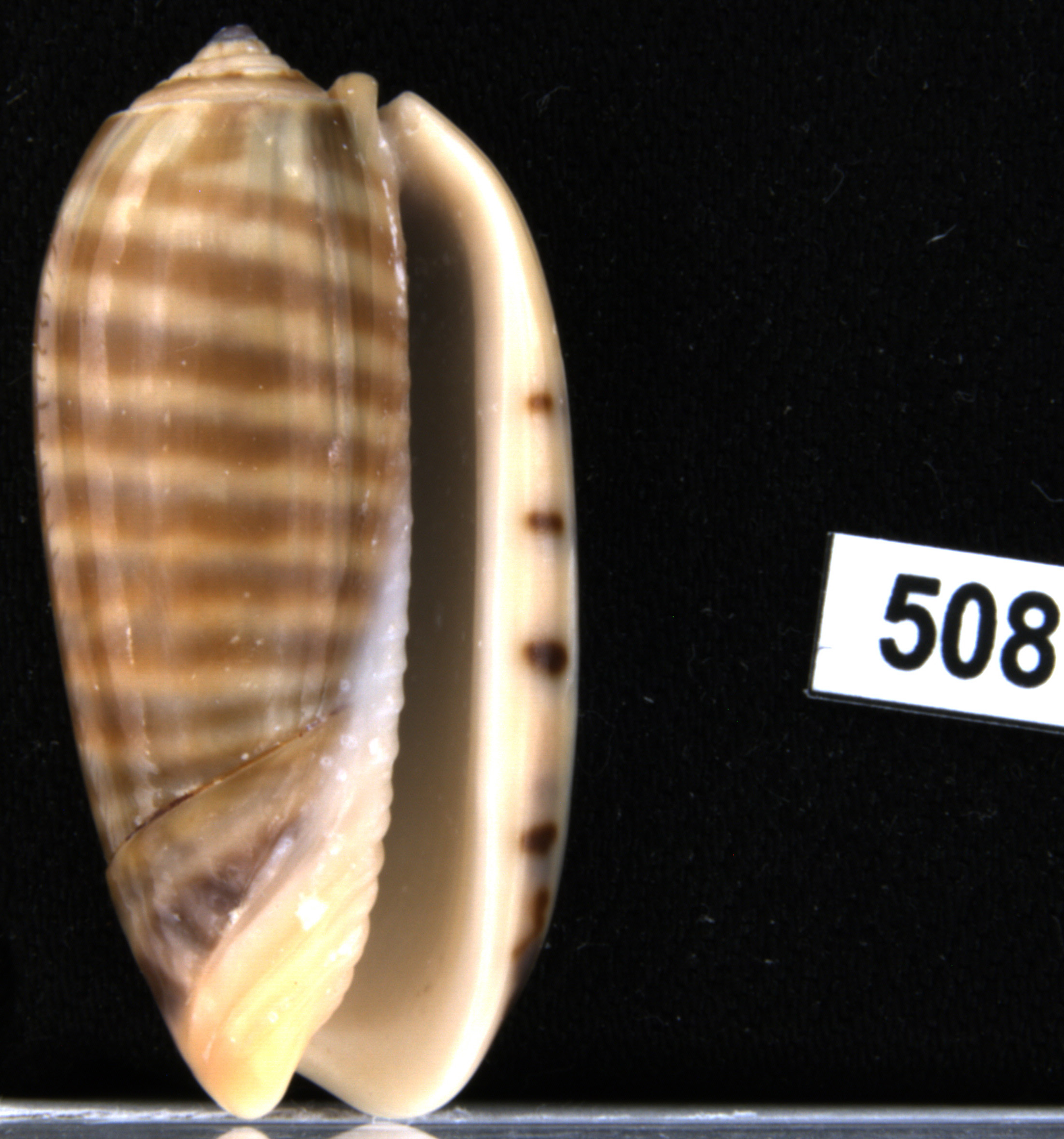
Oliva (Rufoliva) rufula Duclos, 1835, vista ventrale - Philippines
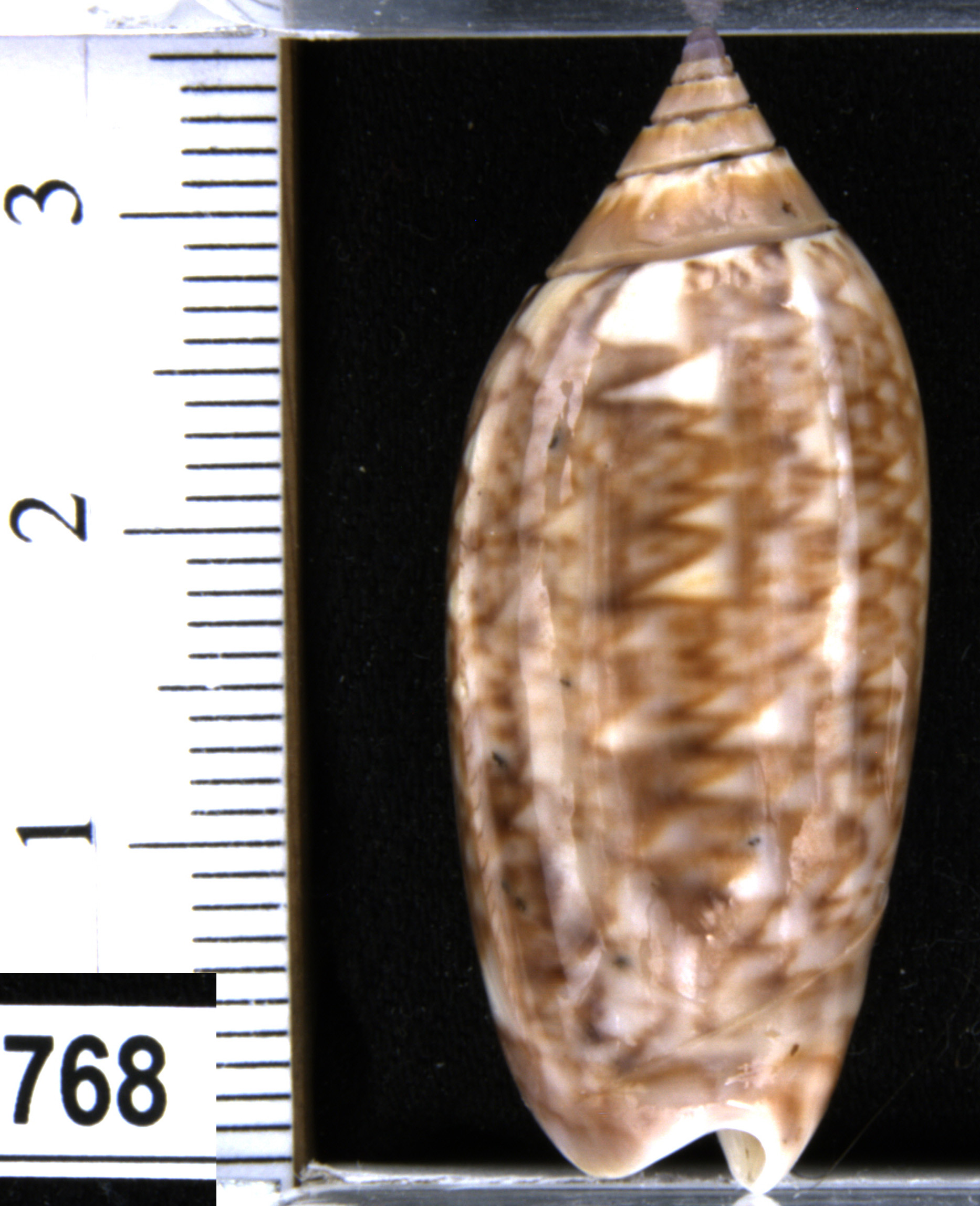
Oliva (Strephona) flammulata Lamarck, 1811, vista dorsale - Angola
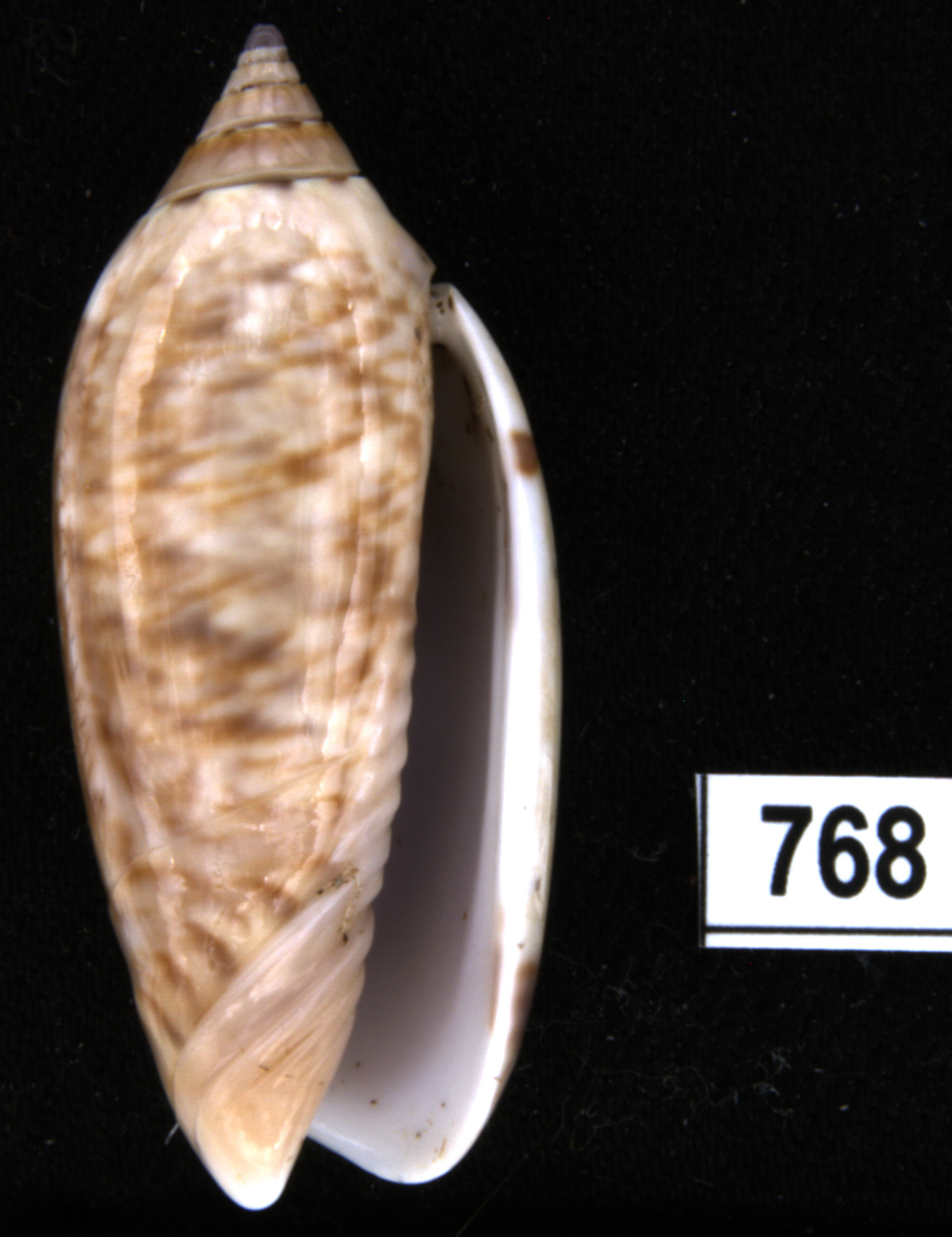
Oliva (Strephona) flammulata Lamarck, 1811, vista ventrale - Angola
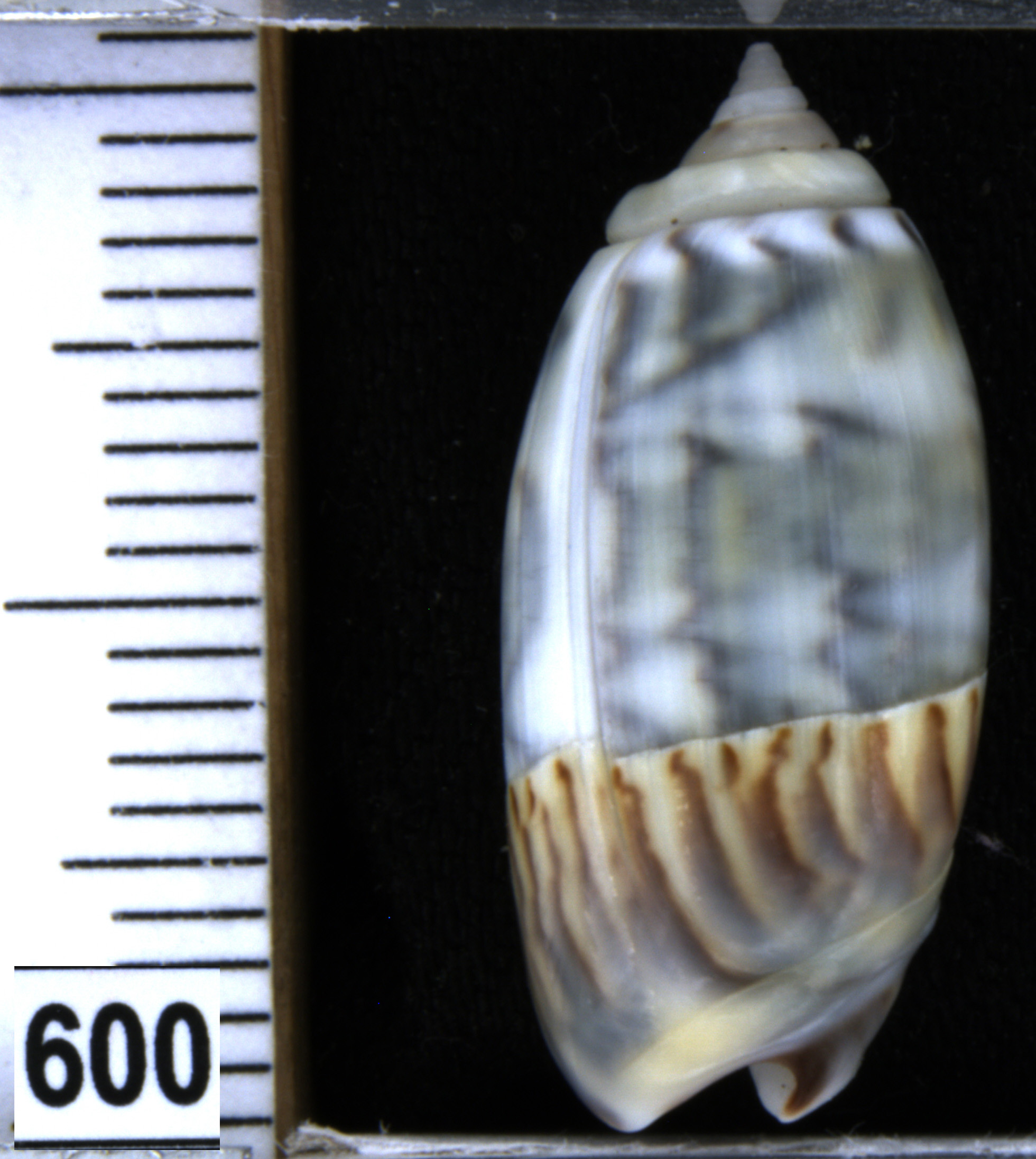
Oliva (Strephonella) undatella Lamarck, 1811, vista dorsale - Brasil, Bahia
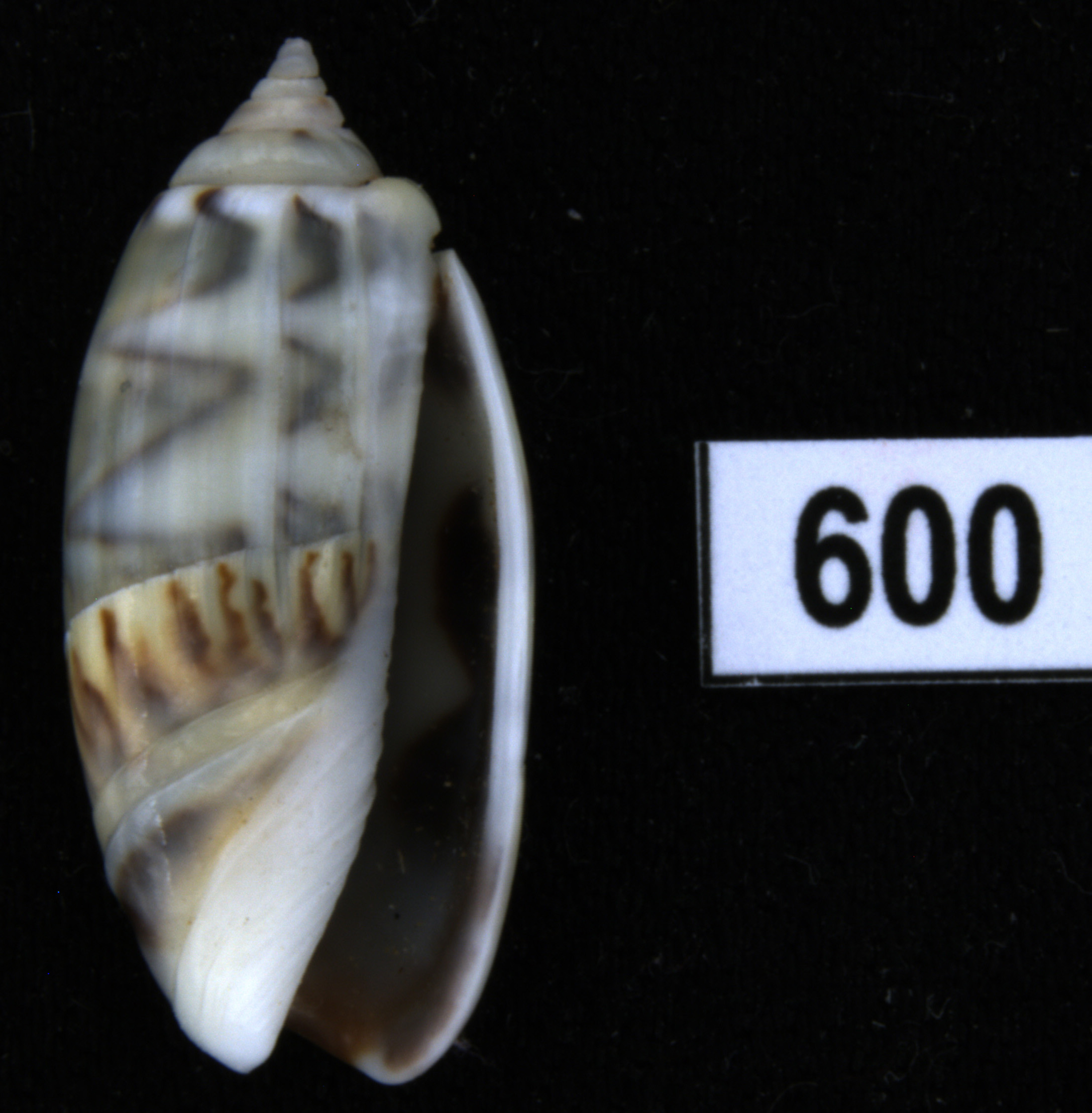
Oliva (Strephonella) undatella Lamarck, 1811, vista ventrale - Brasil, Bahia
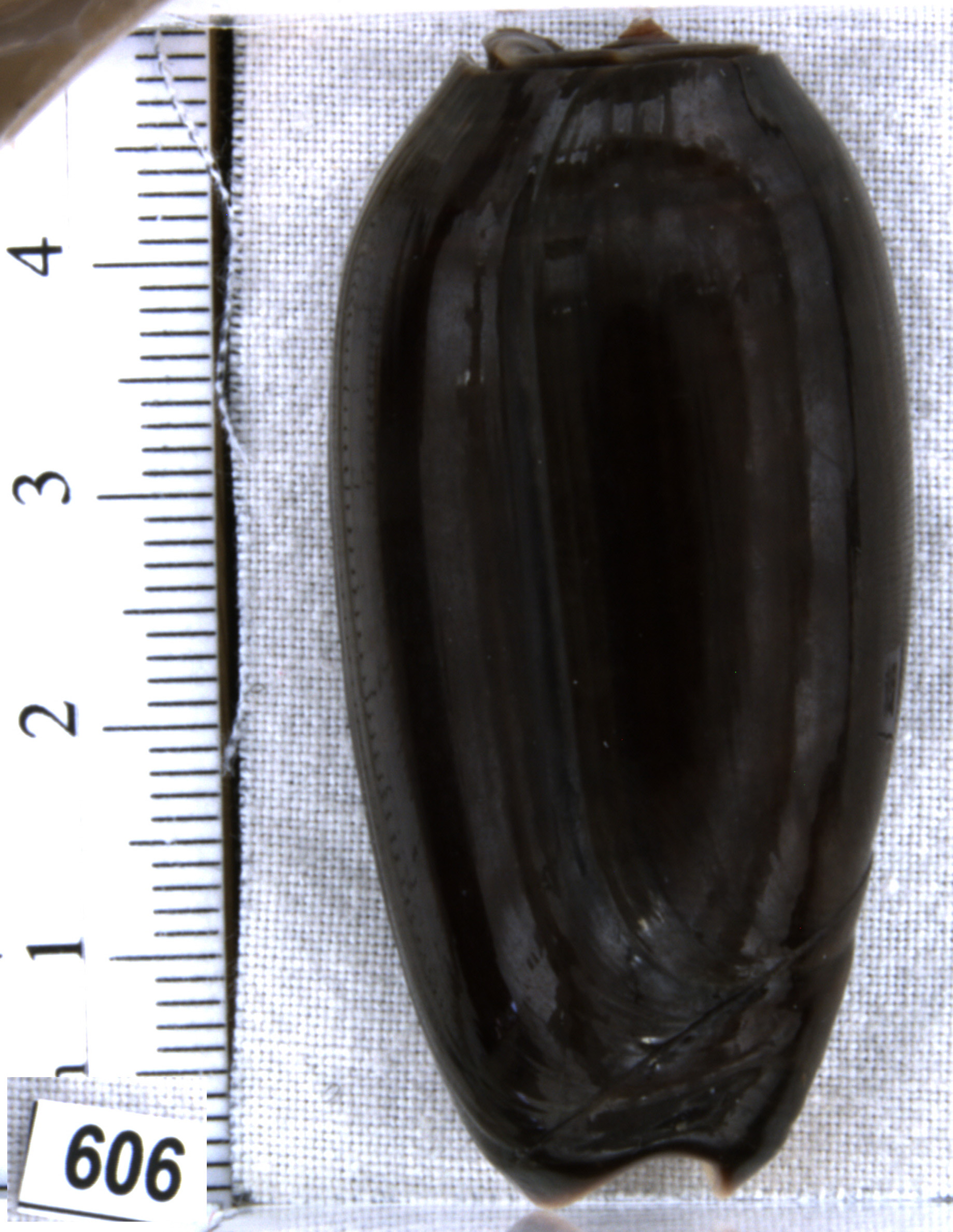
Oliva (Viduoliva) vidua (Röding, 1798), vista dorsale - Cebu, Philippines
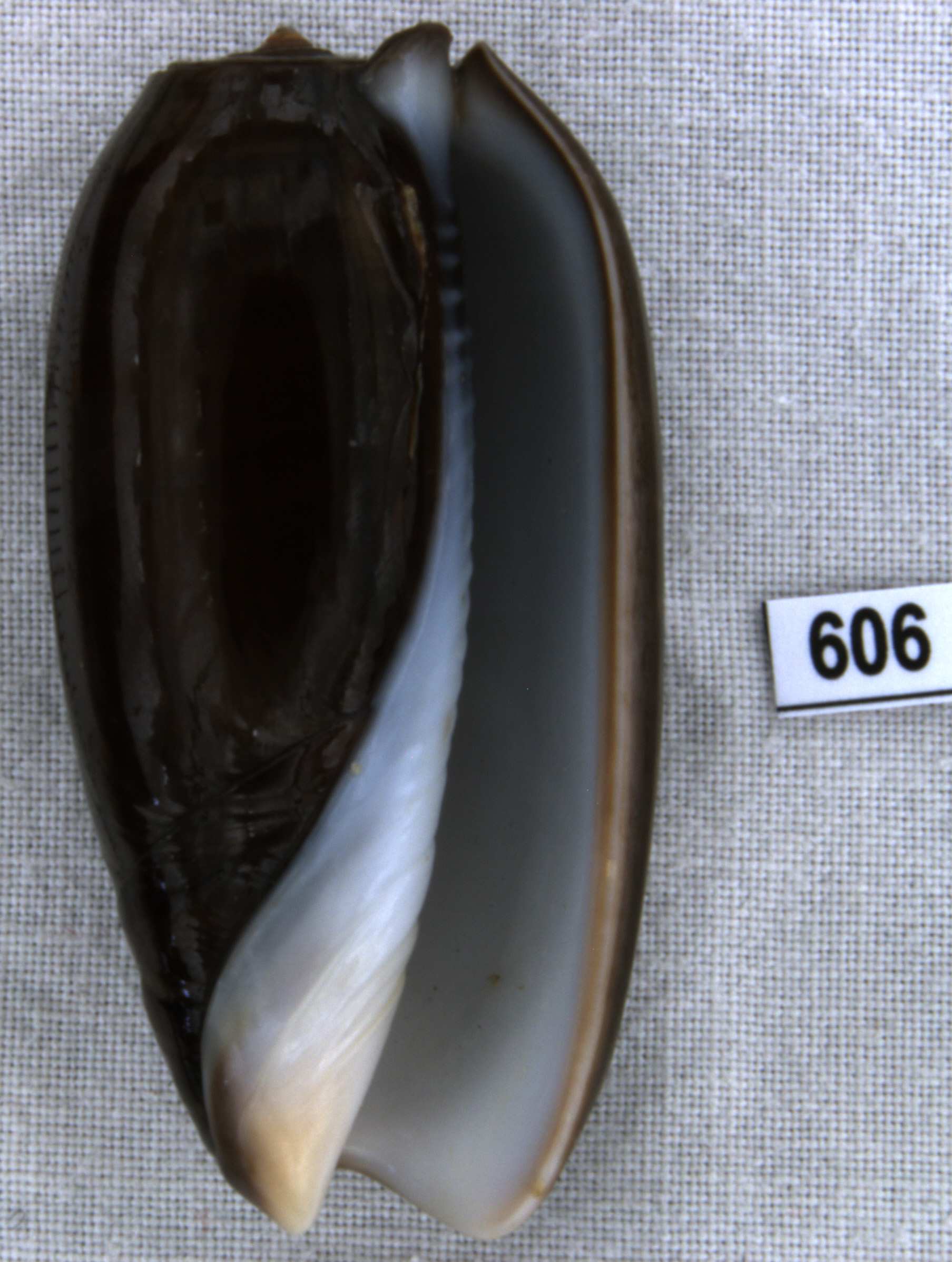
Oliva (Viduoliva) vidua (Röding, 1798), vista ventrale - Cebu, Philippines
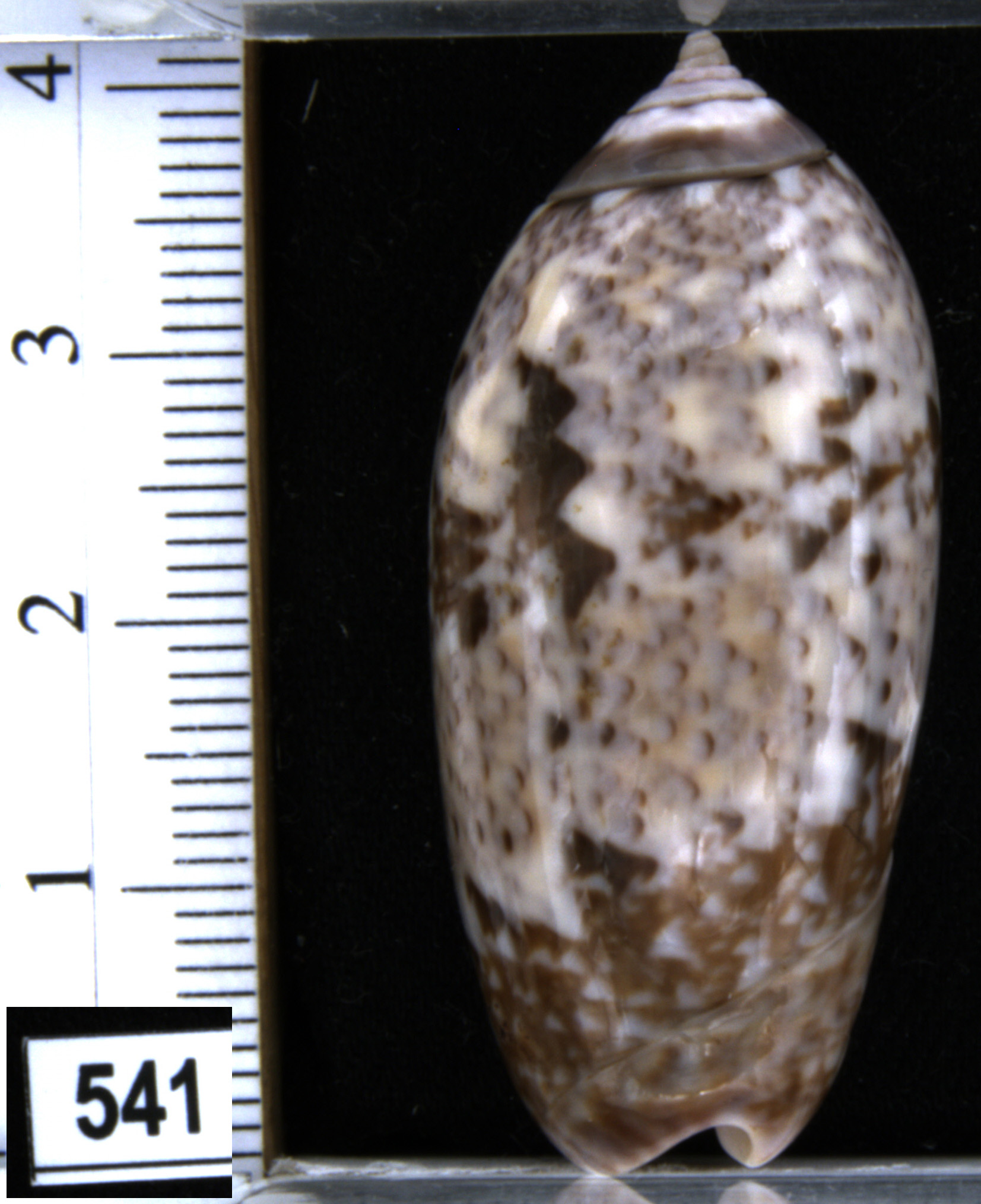
Oliva (Vullietoliva) splendidula Sowerby, 1825, vista dorsale - Panama
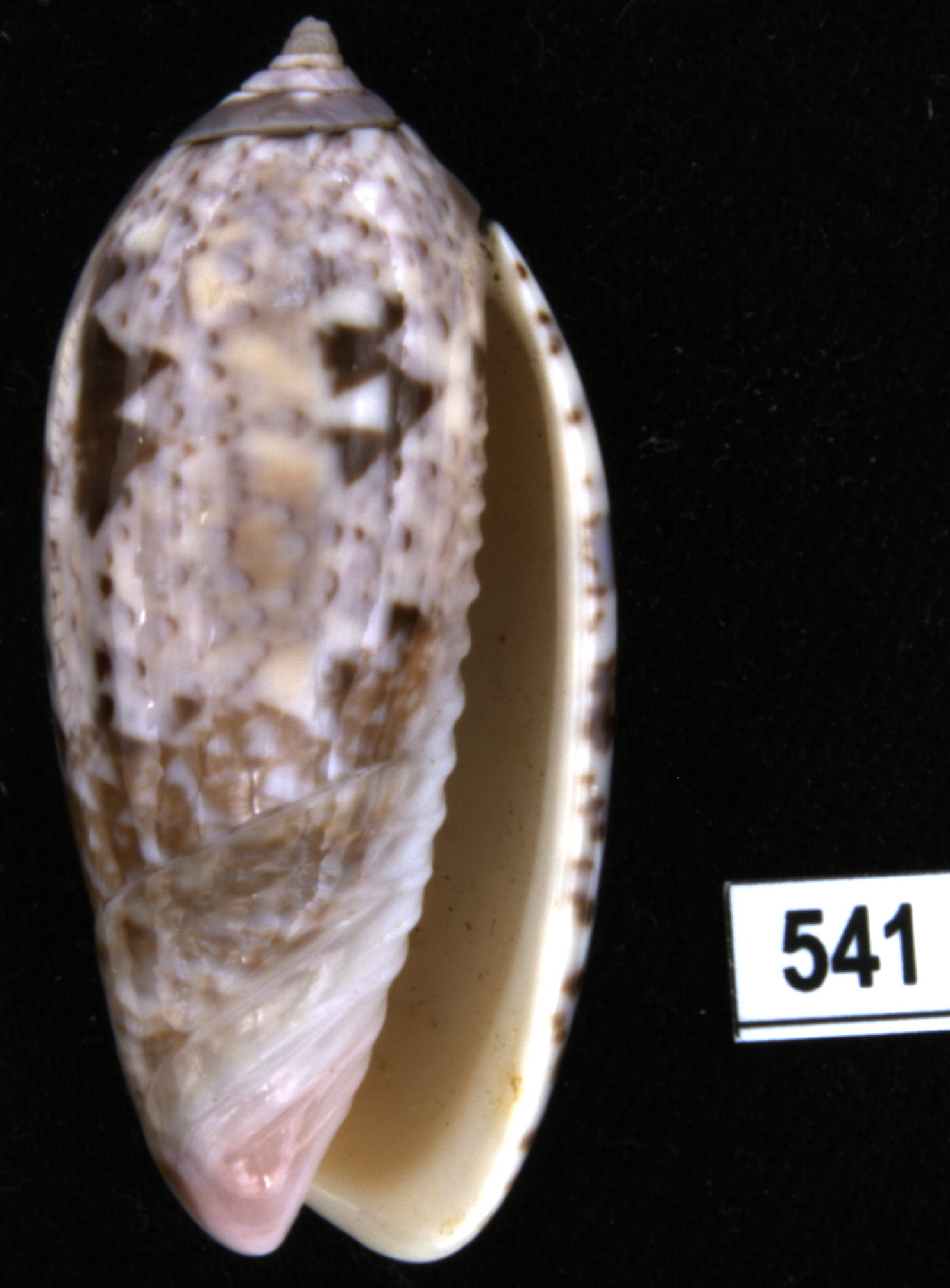
Oliva (Vullietoliva) splendidula Sowerby, 1825, vista ventrale - Panama